# Sete Maravilhas de Portugal
As 7 Maravilhas de Portugal já elegeram: 

- Os sete monumentos mais relevantes do património arquitetónico português - 2007
- As 7 Maravilhas de origem Portuguesa no Mundo - 2009
- As 7 Maravilhas da Natureza - 2010
- As 7 Maravilhas da Gastronomia - 2011
- As 7 Maravilhas  - Praias de Portugal - 2012
- As 7 Maravilhas de Portugal - Aldeias - 2017
- As 7 Maravilhas de Portugal à Mesa - 2018 [2]
- As 7 Maravilhas Doces de Portugal - 2019
- As 7 Maravilhas da Cultura Popular - 2020
- As 7 Maravilhas da Nova Gastronomia - 2021

## 7 Maravilhas de Portugal
A realização da Declaração Oficial das “Novas 7 Maravilhas do Mundo” em Portugal, em 7 de julho de 2007 no Estádio da Luz, levou à eleição paralela das “7 Maravilhas de Portugal”.
A escolha foi baseada em 794 monumentos, à qual foi feita uma primeira seleção, realizada por peritos e da qual resultou numa lista com 77. Seguidamente foi feita uma nova escolha, realizada por um Conselho composto por personalidades de diversos quadrantes de onde saíram os 21 monumentos finalistas.
A partir de 7 de Dezembro de 2006 e durante sete meses, foi disponibilizada, via internet, telefone e sms, entre outros meios, a votação que viria a eleger os sete monumentos preferidos dos portugueses.
A votação envolveu mais de 350 mil portugueses. O comissário escolhido para representar as “Novas 7 Maravilhas do Mundo” e as “7 Maravilhas de Portugal” foi o Professor Freitas do Amaral.

### Monumentos vencedores
| # | Nome                           | Localização                                             | Imagem |
| - | ------------------------------ | ------------------------------------------------------- | ------ |
| 1 | Castelo de Guimarães, século X | Guimarães, Distrito de Braga 41° 26' 53" N 8° 17' 25" O |        |
| 2 | Castelo de Óbidos, 1195        | Óbidos, Distrito de Leiria 39° 21' 49" N 9° 9' 26" O    |        |
| 3 | Mosteiro da Batalha, 1385      | Batalha, Distrito de Leiria 39° 39' 32" N 8° 49' 33" O  |        |
| 4 | Mosteiro de Alcobaça, 1153     | Alcobaça, Distrito de Leiria 39° 32' 54" N 8° 58' 48" O |        |
| 5 | Mosteiro dos Jerónimos, 1502   | Santa Maria de Belém, Lisboa 38° 41' 52" N 9° 12' 24" O |        |
| 6 | Palácio Nacional da Pena, 1838 | Sintra, Lisboa 38° 47' 16" N 9° 23' 26" O               |        |
| 7 | Torre de Belém, 1521           | Santa Maria de Belém, Lisboa 38° 41' 30" N 9° 12' 57" O |        |

### Restantes finalistas

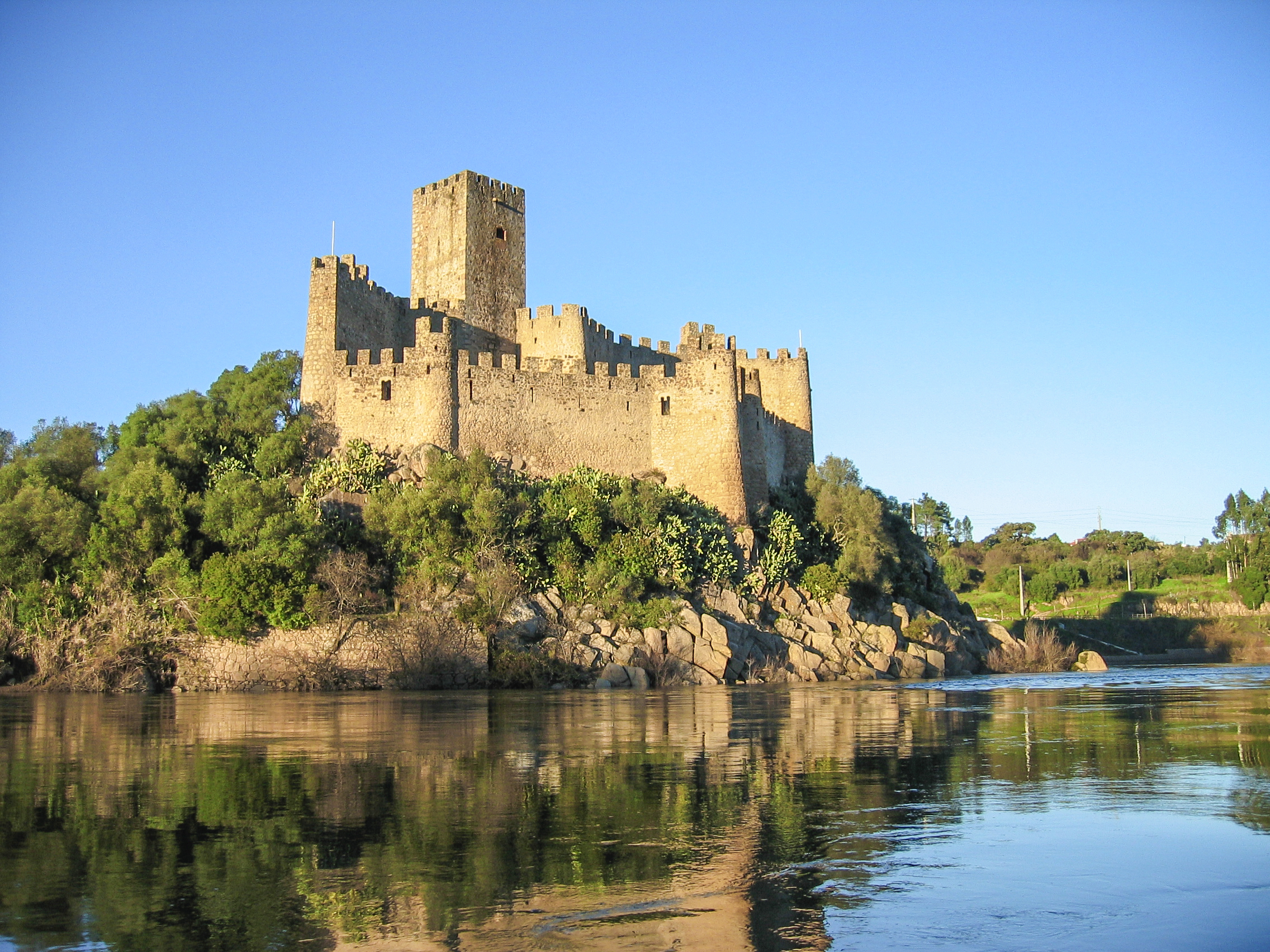
Castelo de Almourol
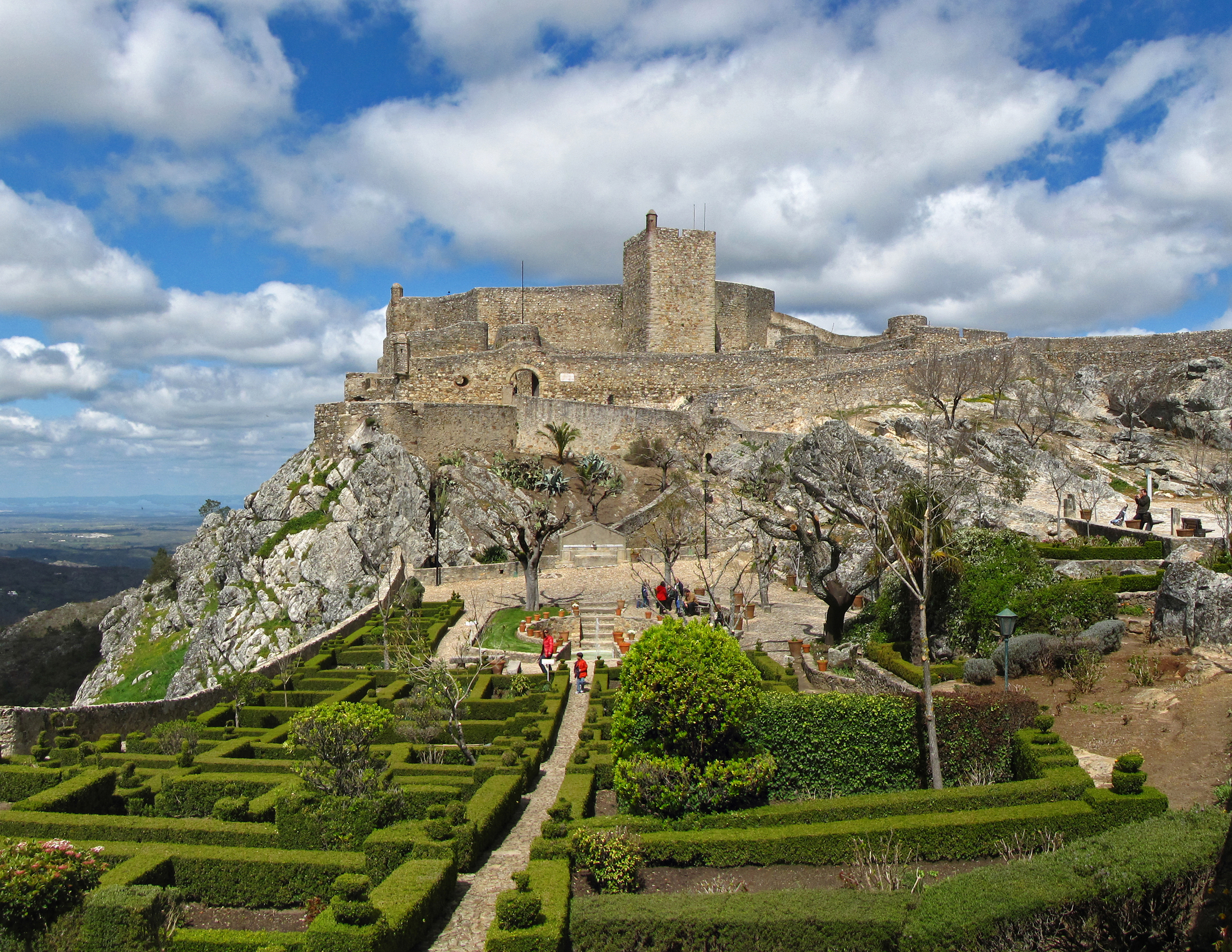
Castelo de Marvão
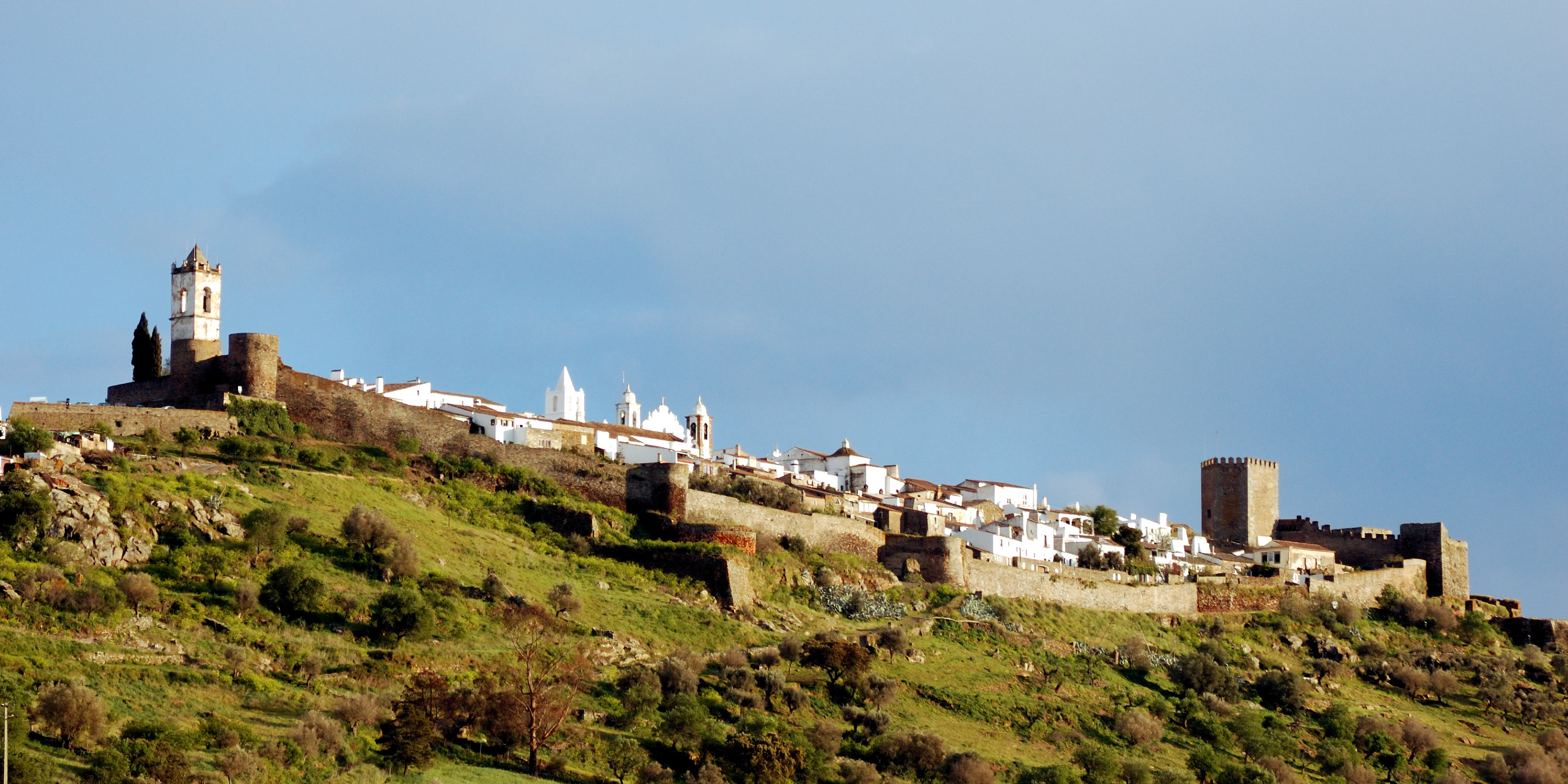
Castelo de Monsaraz
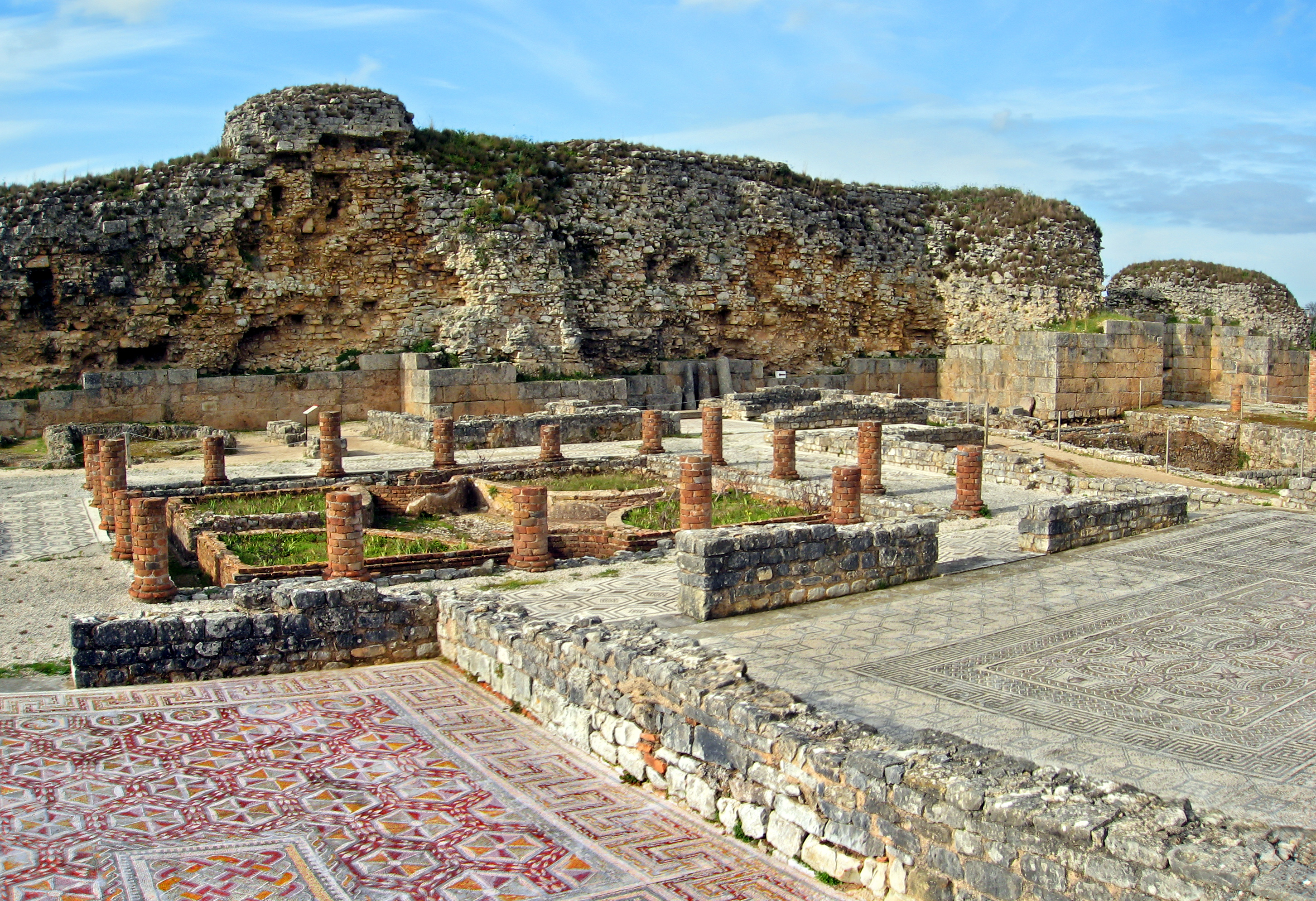
Conímbriga
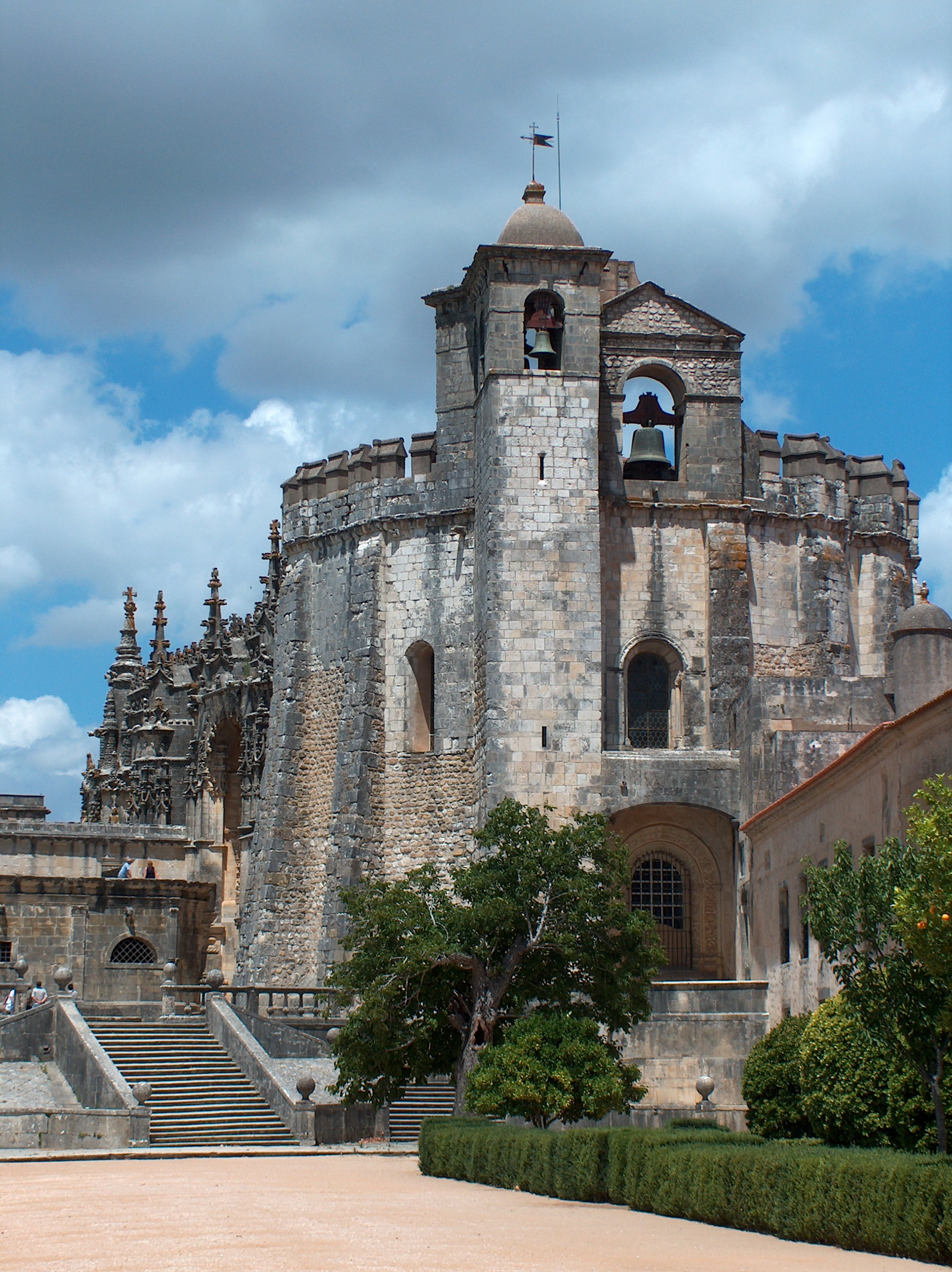
Convento de Cristo
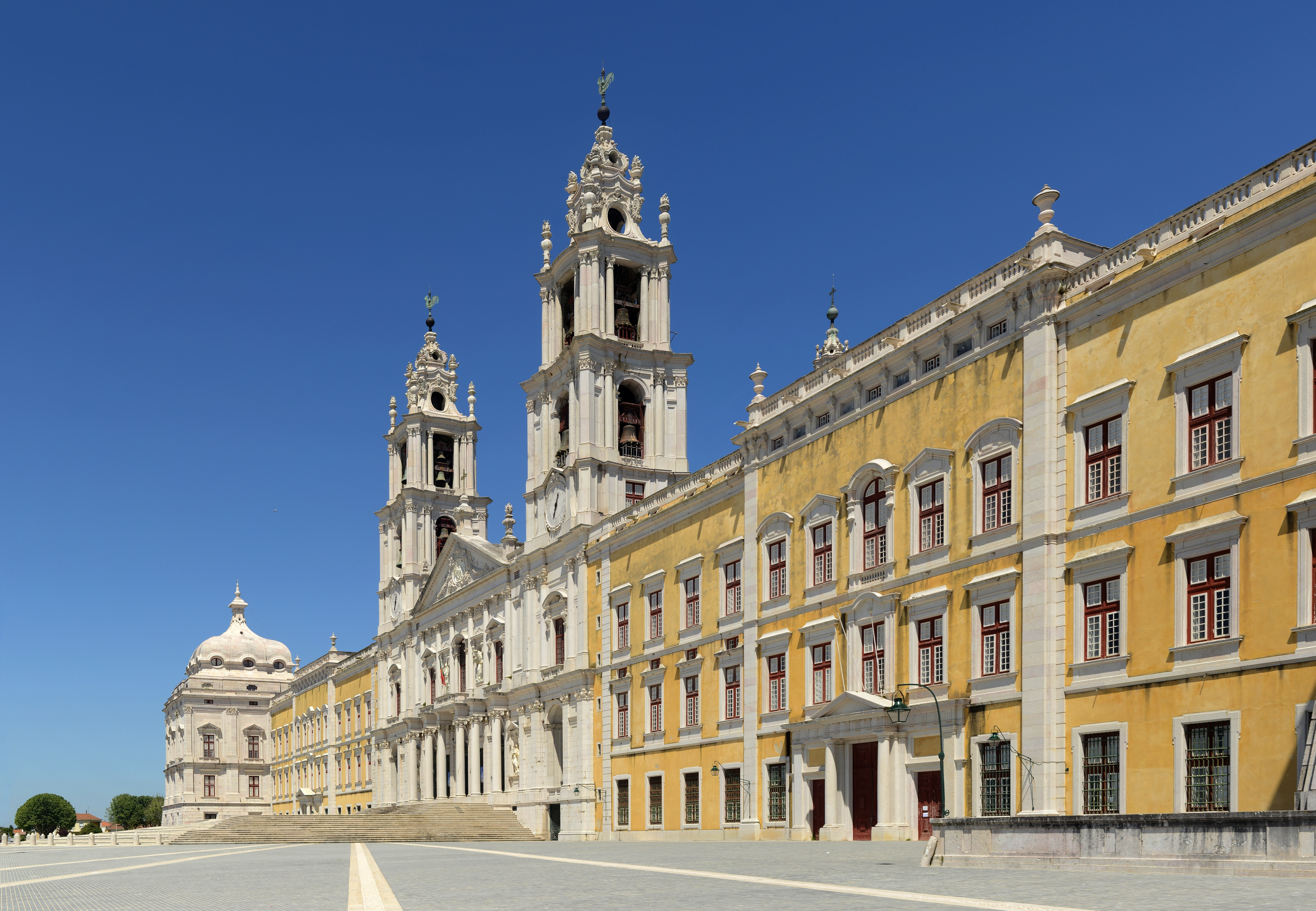
Convento de Mafra
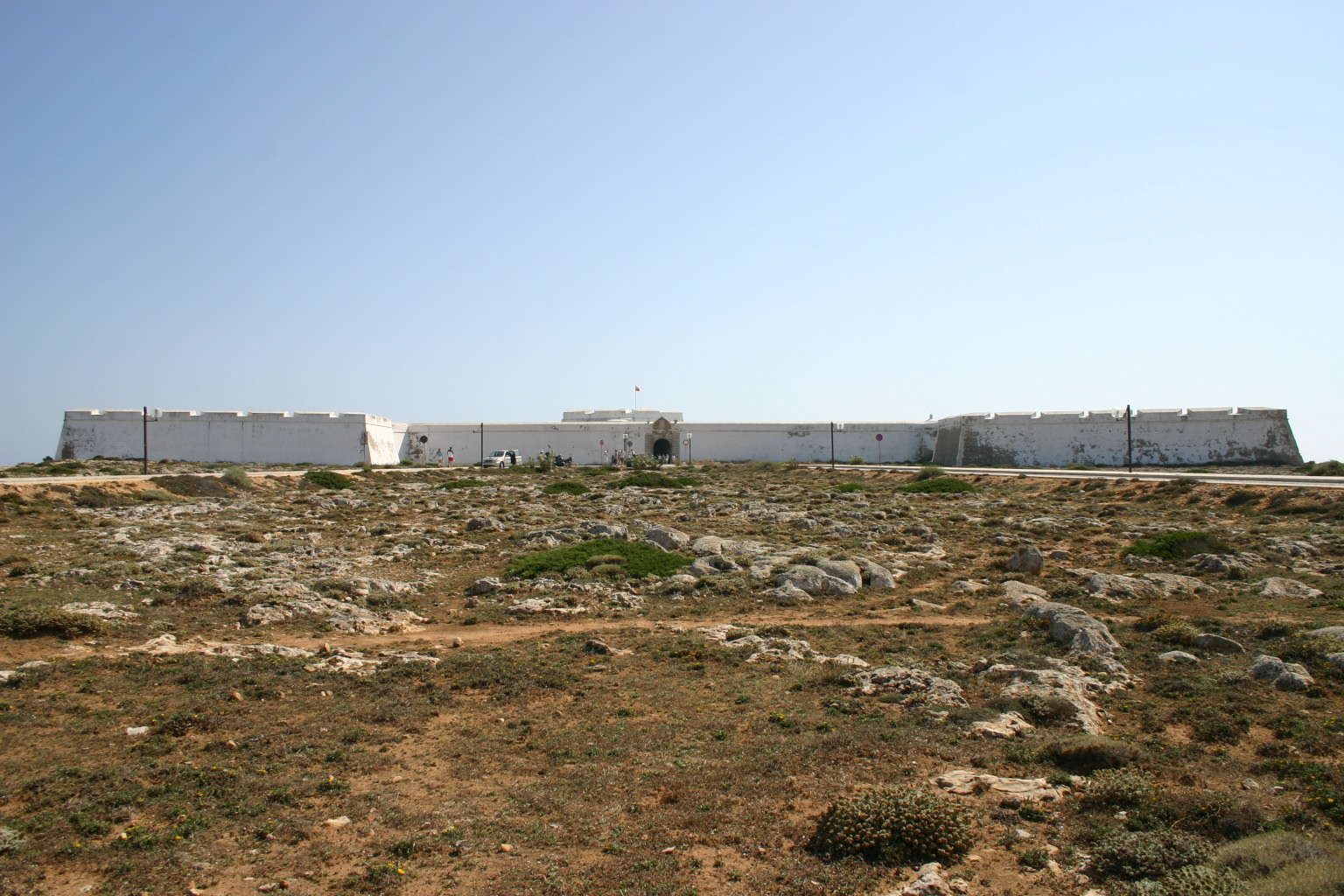
Fortaleza de Sagres
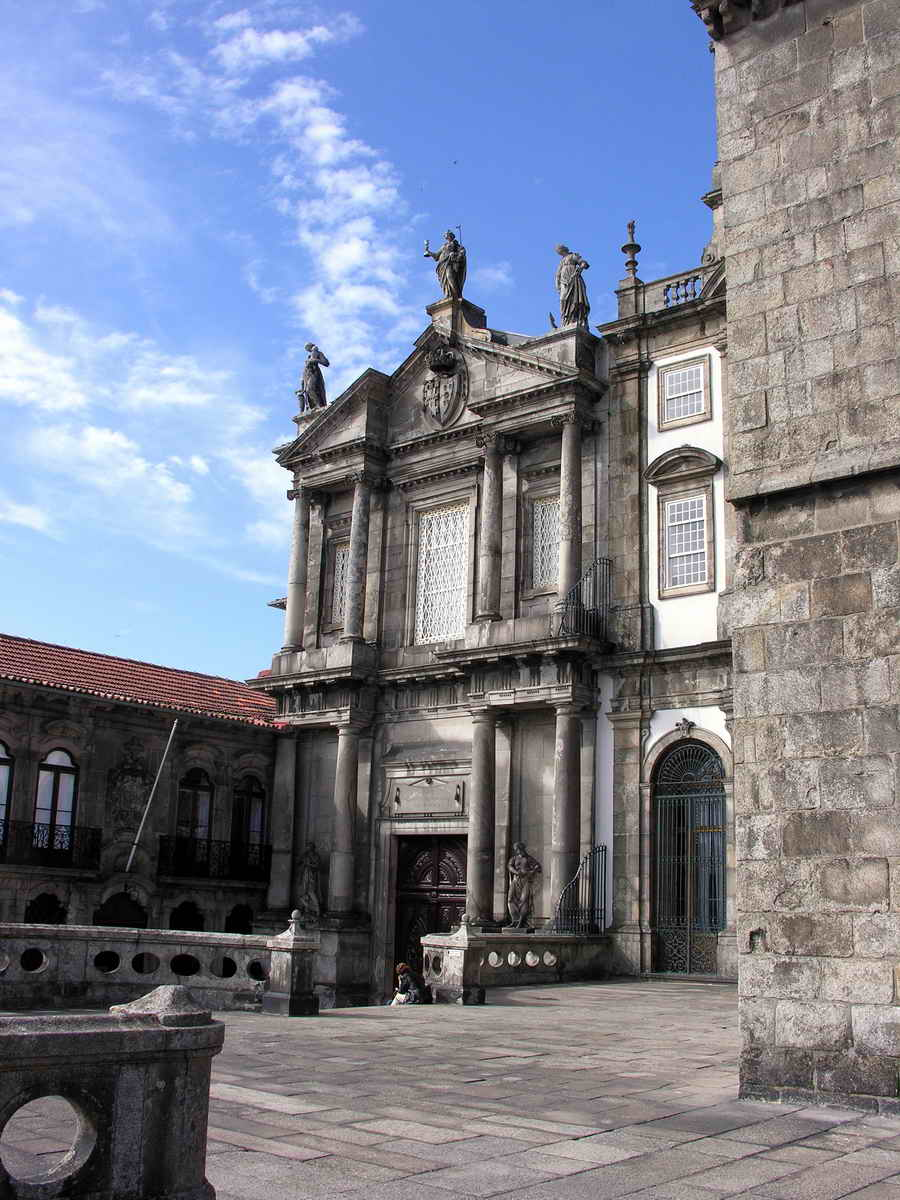
Igreja de São Francisco
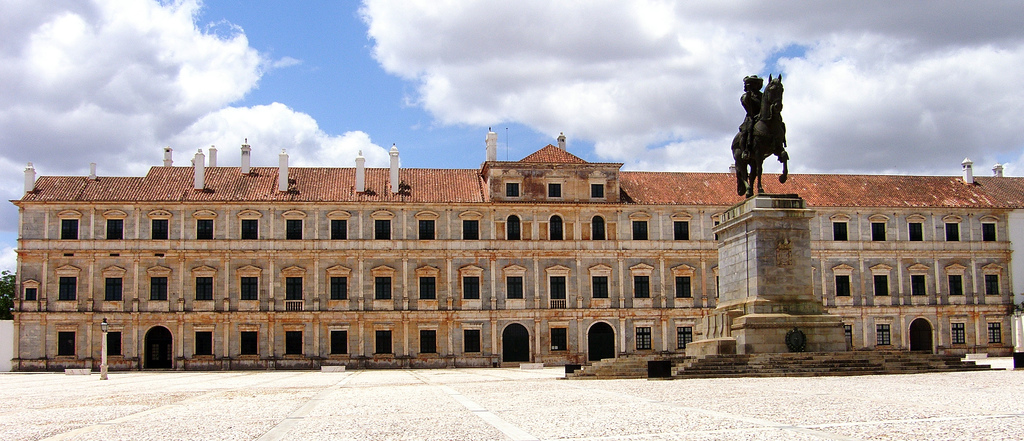
Paço Ducal de Vila Viçosa
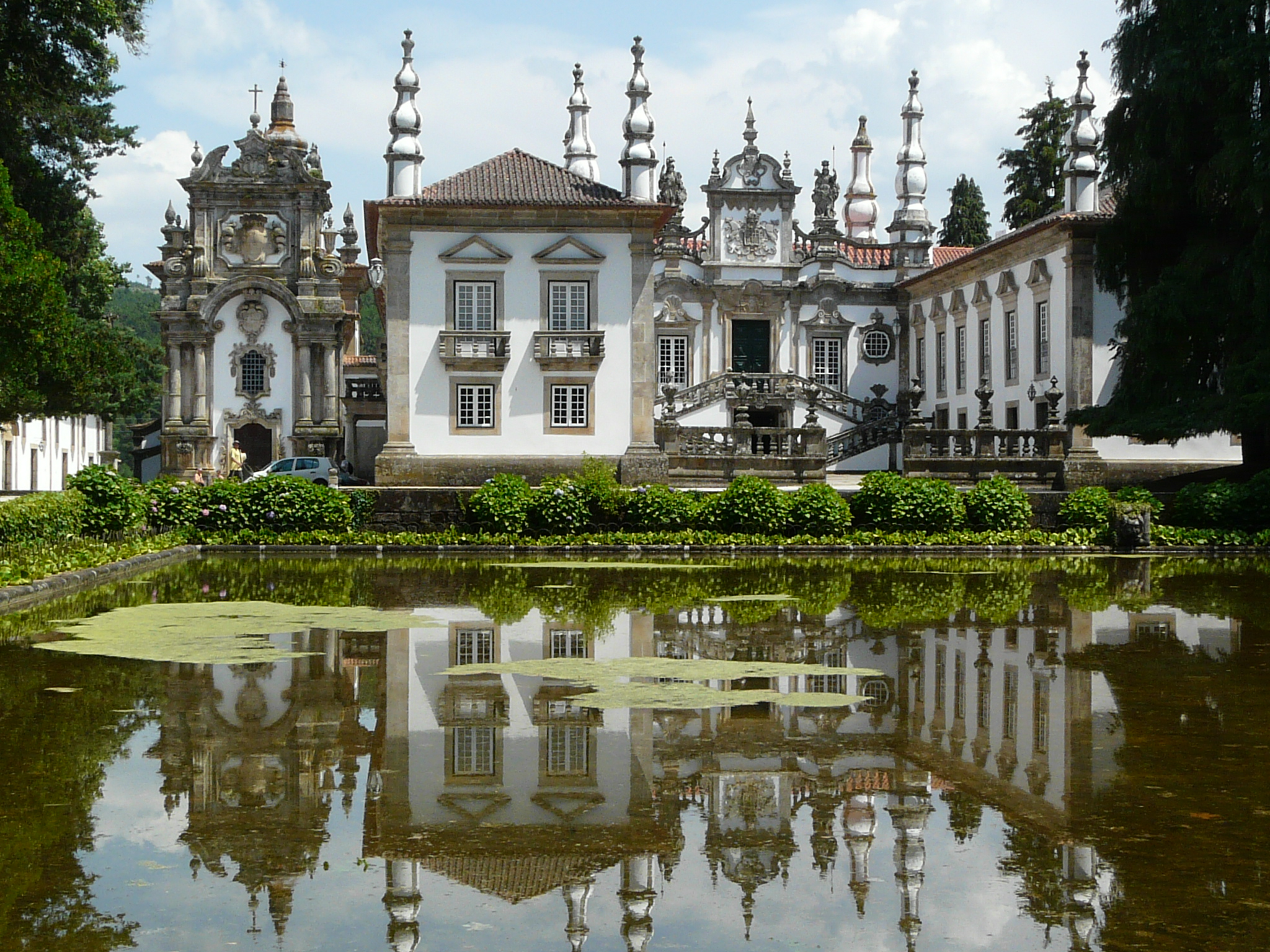
Palácio de Mateus
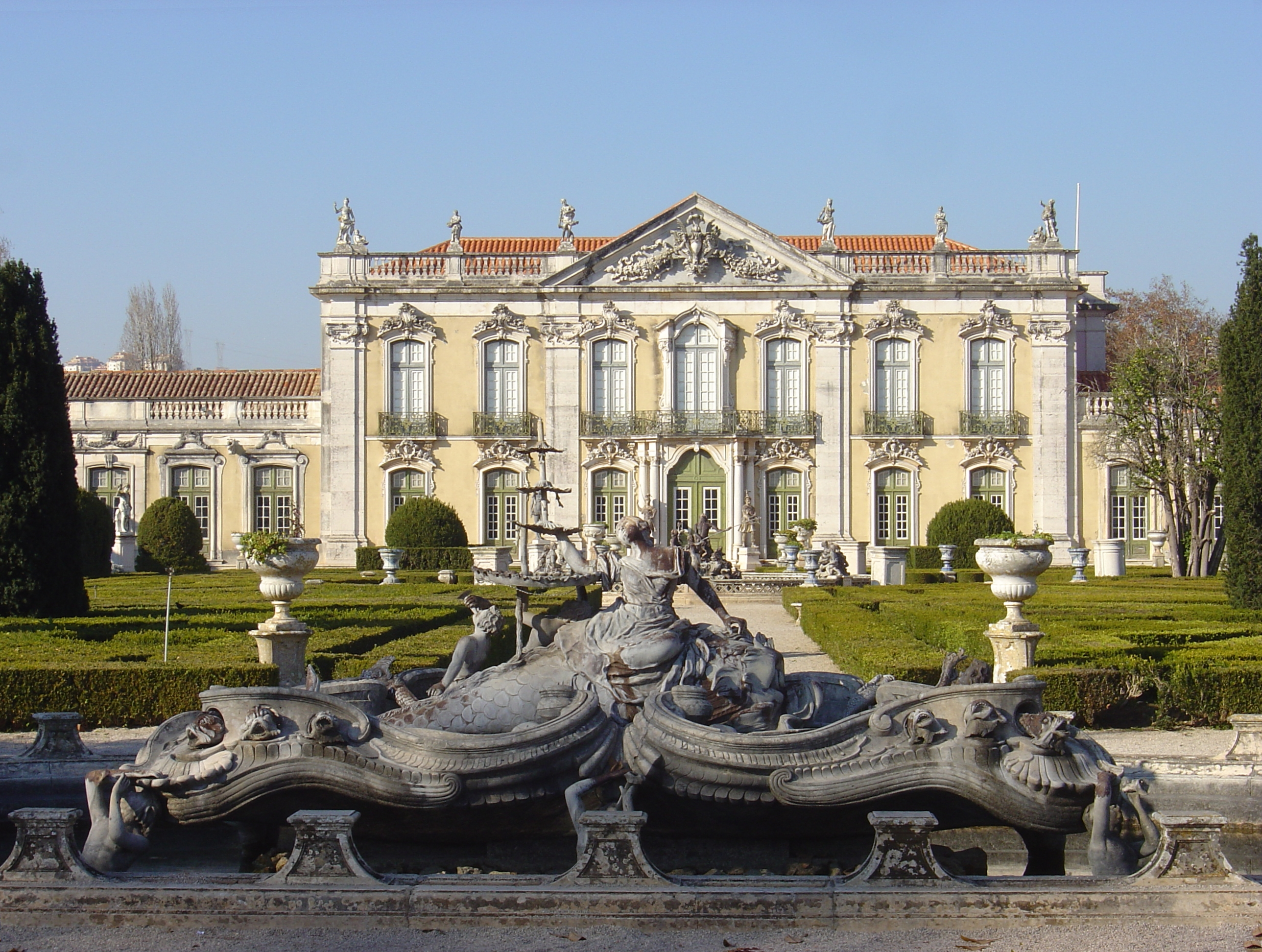
Palácio Real de Queluz
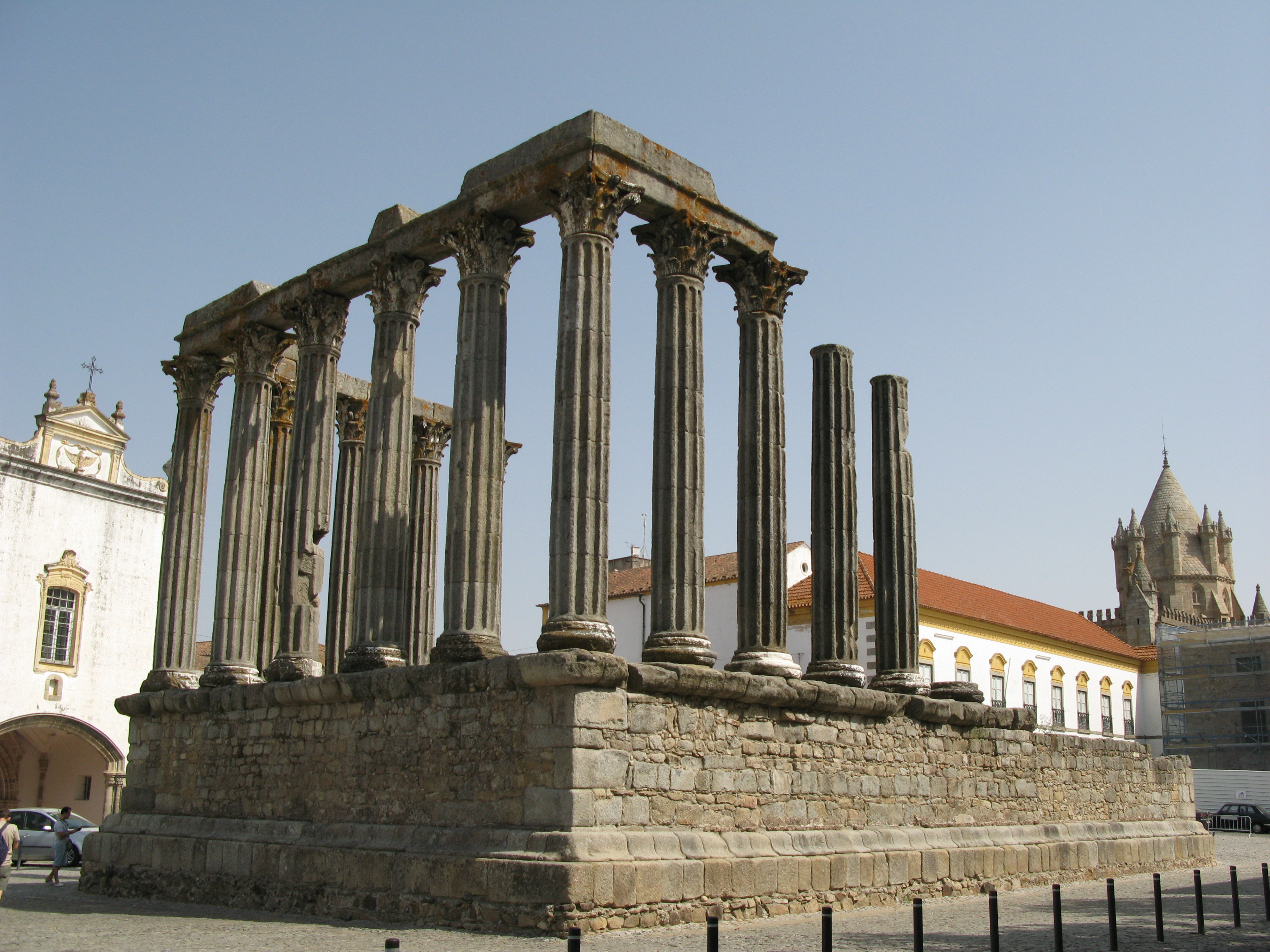
Templo romano de Évora
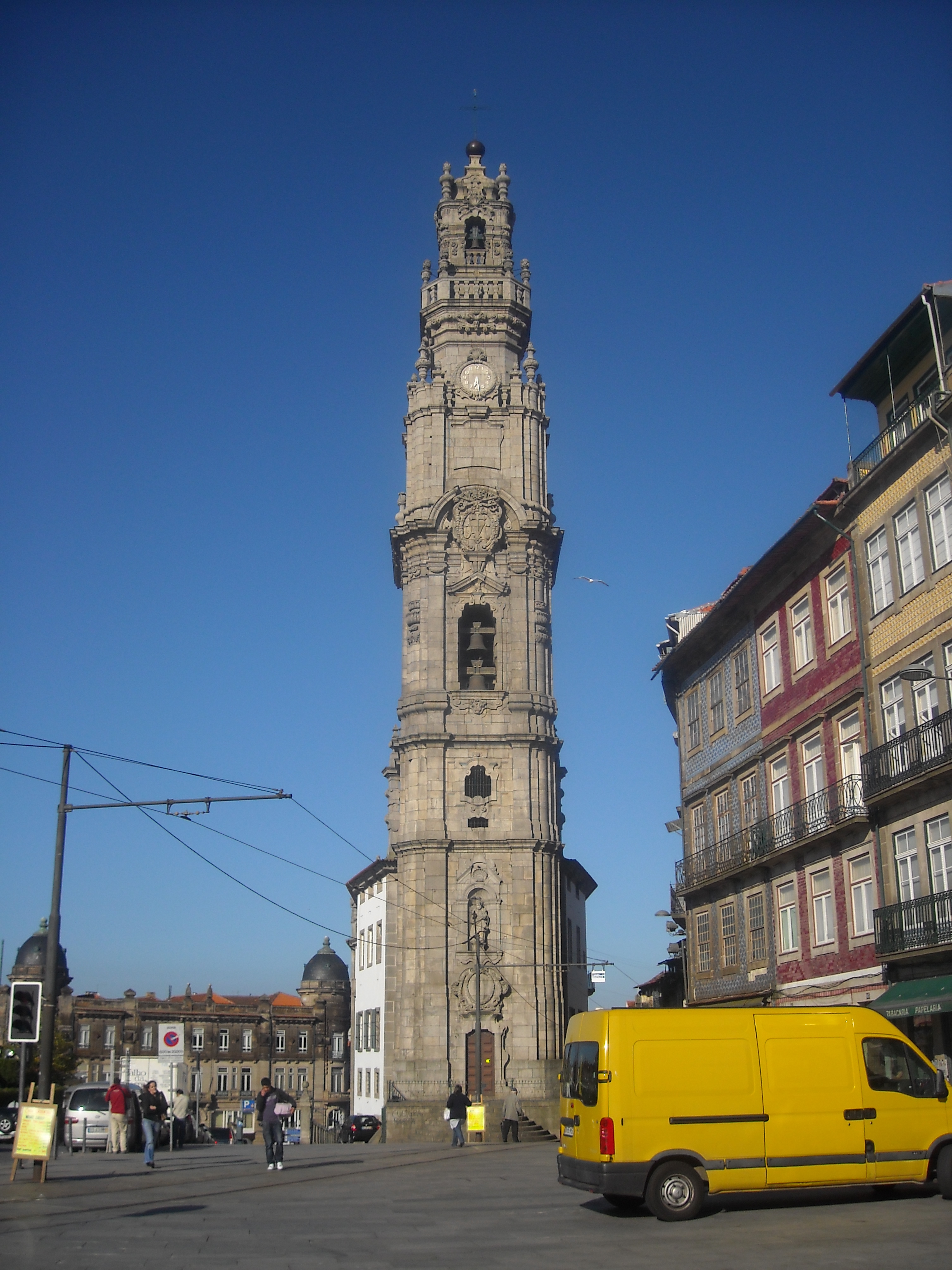
Torre dos Clérigos
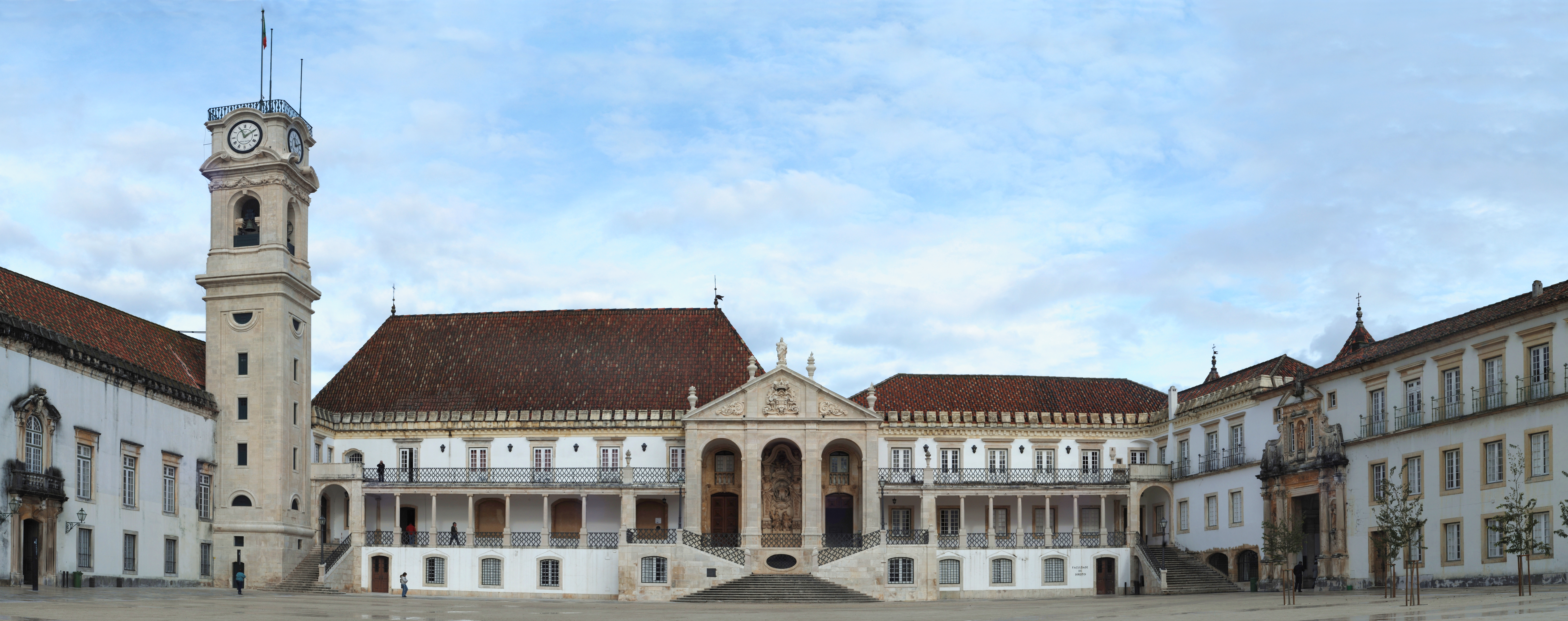
Universidade de Coimbra

## 7 maravilhas de origem portuguesa no mundo
O critério adotado na identificação dos monumentos deste concurso consistiu no valor histórico e patrimonial excepcional de origem e influência Portuguesa no Mundo. Foi apresentada para votação pública uma lista alargada de 27 Monumentos, situados em 16 países diferentes, inquestionáveis e incontroversos sob o ponto de vista do critério escolhido, em que uns têm a marca de Patrimônio da Humanidade da UNESCO, . 
O Comissário nacional da iniciativa foi o antigo Ministro e Comissário Europeu, António Vitorino.
Vencedores:
- Fortaleza de Diu (Índia)
- Fortaleza de Mazagão (Marrocos)
- Basílica do Bom Jesus de Goa (Índia)
- Cidade Velha de Santiago (Cabo Verde)
- Igreja de São Paulo (Macau)
- Igreja de São Francisco de Assis da Penitência (Ouro Preto, Brasil)
- Convento de São Francisco e Ordem Terceira (Salvador, Brasil)

## 7 Maravilhas Naturais de Portugal
Depois do sucesso obtido com a eleição das “Novas 7 Maravilhas do Mundo” e “7 Maravilhas de Portugal” em 2007 e “7 Maravilhas de Origem Portuguesa no Mundo” em 2009, foram eleitas as “7 Maravilhas Naturais de Portugal”, reveladas a 11 de Setembro de 2010, em Ponta Delgada, nos Açores.
Em 2010 celebrou-se também o Ano Internacional da Biodiversidade e por isso toda esta temática teve uma atualidade acrescida.
A votação decorreu entre 7 de Março e 7 de Setembro de 2010 e foram registados 656.356 votos.
A Declaração Oficial teve a assinatura da Franco Dragone Entertainment Group, das maiores produtoras de eventos do mundo, em co-produção com a Tavolanostra Eventos Globais. Este foi um espetáculo único, que colocou os olhos do mundo nas imensas belezas naturais de Portugal.
O Comissário Nacional para as “Maravilhas Naturais de Portugal” voltou a ser António Vitorino, com Mariza e Pauleta enquanto Embaixadores da iniciativa..

### Maravilhas Naturais de Portugal
- Florestas e Matas - Floresta Laurissilva, na Madeira
- Áreas Protegidas - Parque Nacional da Peneda-Gerês
- Grutas e Cavernas - Grutas de Mira de Aire, Porto de Mós
- Zonas Aquáticas não Marinhas - Lagoa das Sete Cidades, em São Miguel
- Praias e Falésias - Portinho da Arrábida, em Setúbal
- Zonas Marítimas - Ria Formosa, no Algarve
- Grandes Relevos - Paisagem Vulcânica da Ilha do Pico, na Ilha do Pico

## 7 Maravilhas da Gastronomia
Após a divulgação e promoção do patrimônio histórico e natural do nosso país, o ano de 2011 foi dedicado à Gastronomia, um dos grandes valores e paixão dos portugueses.
A eleição das 7 Maravilhas da Gastronomia divulgou e promoveu o patrimônio gastronômico nacional, reconhecido e apreciado em todo o mundo pela sua diversidade, pelos sabores únicos e qualidade dos produtos com que os pratos são confeccionados.
As artes culinárias constituem um patrimônio intangível, testemunho da nossa identidade cultural, e são factor decisivo na escolha de Portugal como destino turístico. 
Foi promovido e salvaguardado o receituário português, garantindo o seu carácter genuíno, promovendo os produtos agrícolas de superior qualidade e privilegiando a diversidade regional.
Inicialmente foram apresentados 70 pratos, separados por sectores gastronômicos, que depois foram reduzidos a 21 finalistas, três por sector (Entradas, Sopa, Peixe, Marisco, Carne, Caça, Doce)
Entre 7 de Maio, data em que teve início a votação pública, e 7 de Setembro de 2011 foram registados 899.069 votos.
A declaração oficial das 7 Maravilhas da Gastronomia teve lugar num espetáculo com inicio às 21 horas do dia 10 de setembro de 2011, em Santarém, na Antiga Escola Prática de Cavalaria (junto ao Convento de São Francisco),  com a participação de Rui Veloso, Ana Moura, Boss AC, Carminho e Zeca Sempre (Nuno Guerreiro, Olavo Bilac, Tozé Santos e Vítor Silva). A apresentação ficou a cargo de Catarina Furtado e José Carlos Malato.
No final, foram apresentados por chefes de cozinha de renome internacional, aquelas que passaram a ser conhecidas pelas maravilhas da gastronomia portuguesa, que foram
- Entradas: Alheira de Mirandela - Trás os Montes e Alto Douro
- Entradas: Queijo Serra da Estrela - DOP - Beira Interior / Beira Litoral
- Sopas: Caldo Verde - Entre Douro e Minho
- Marisco: Arroz de Marisco - Estremadura e Ribatejo
- Peixe: Sardinha Assada - Lisboa e Setúbal
- Carne: ‎Leitão da Bairrada - Beira Litoral
- Doces: Pastel de Belém - Lisboa e Setúbal

.

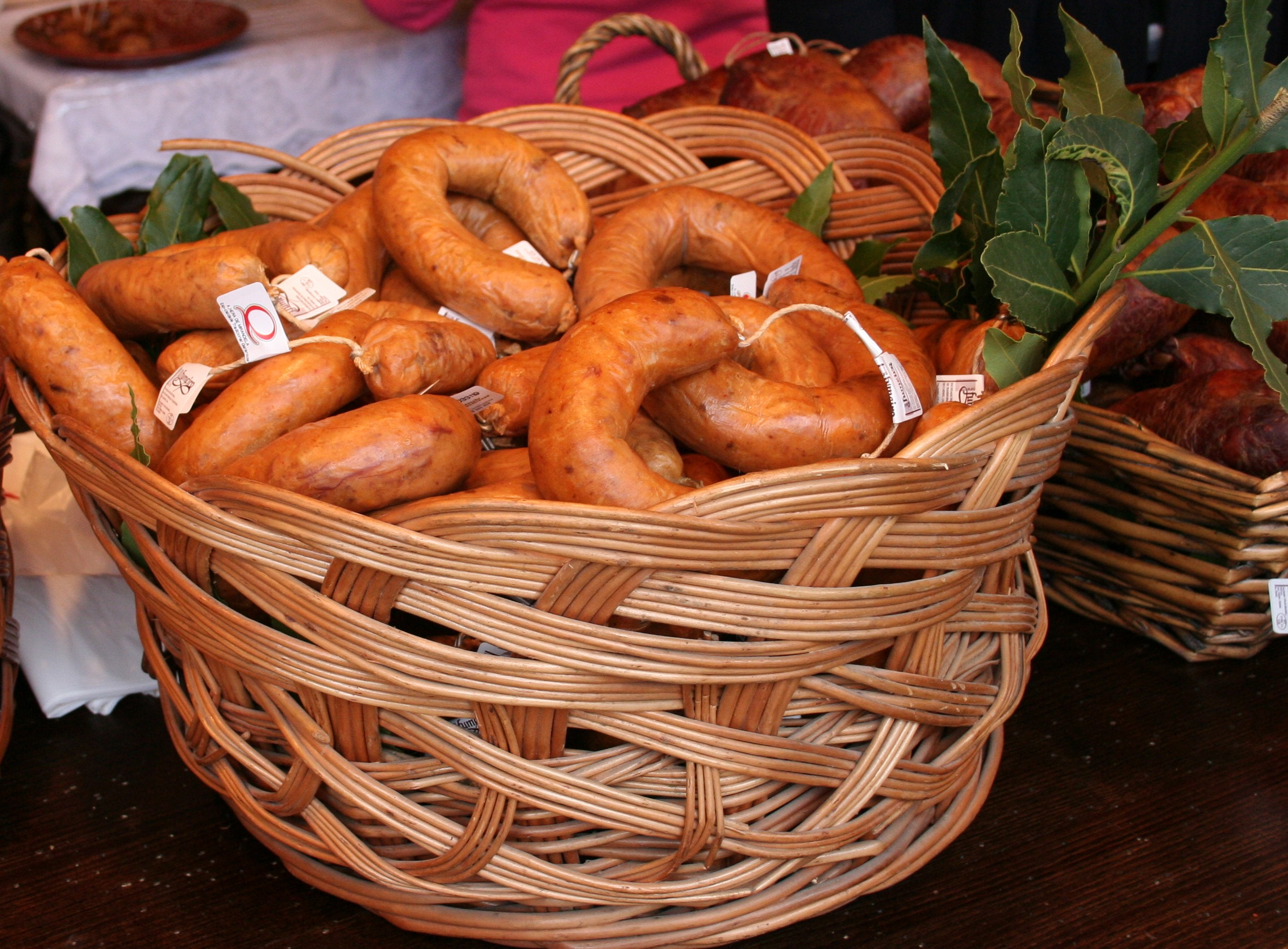
Alheiras de Mirandela
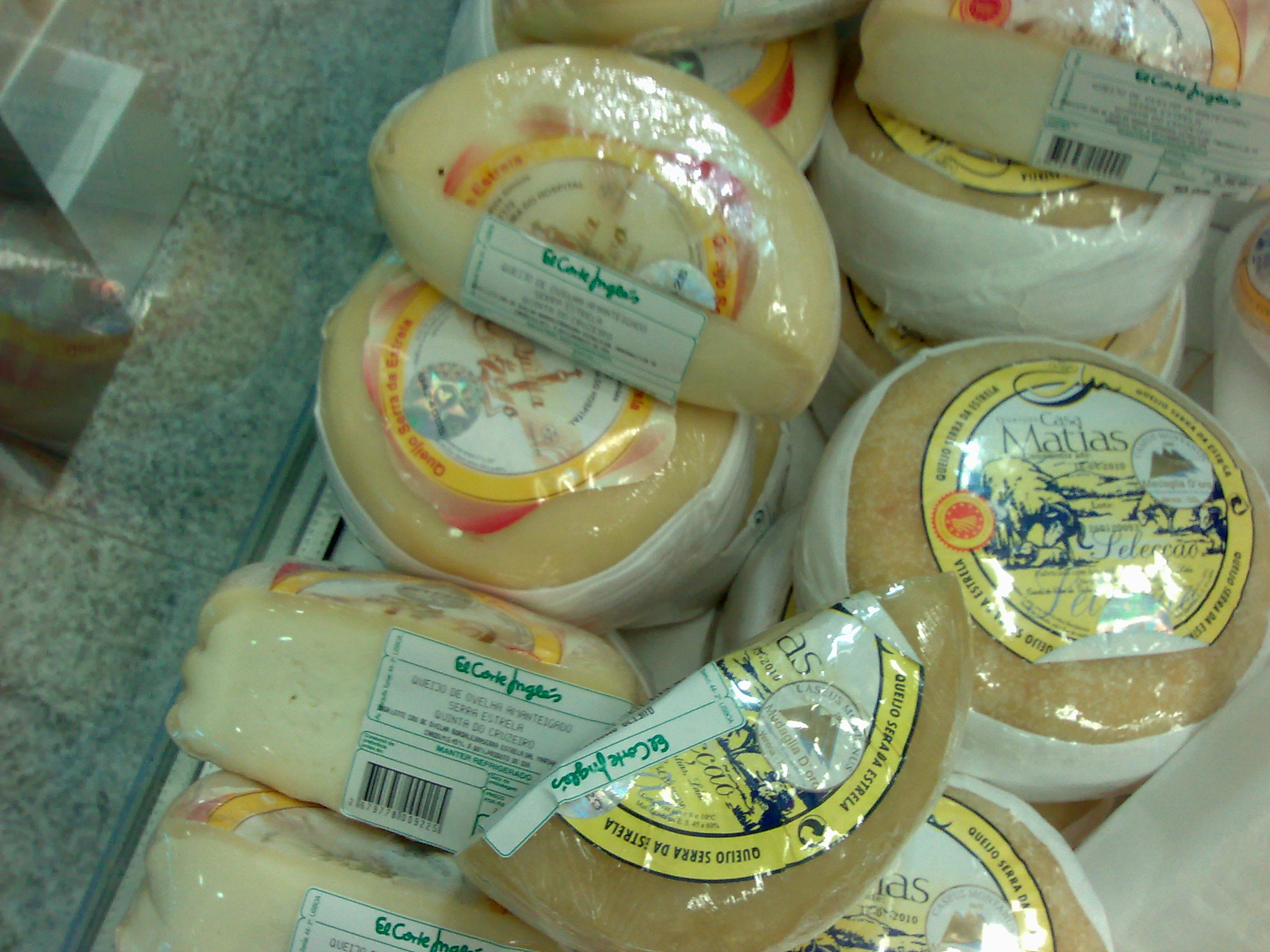
Queijo Serra da Estrela
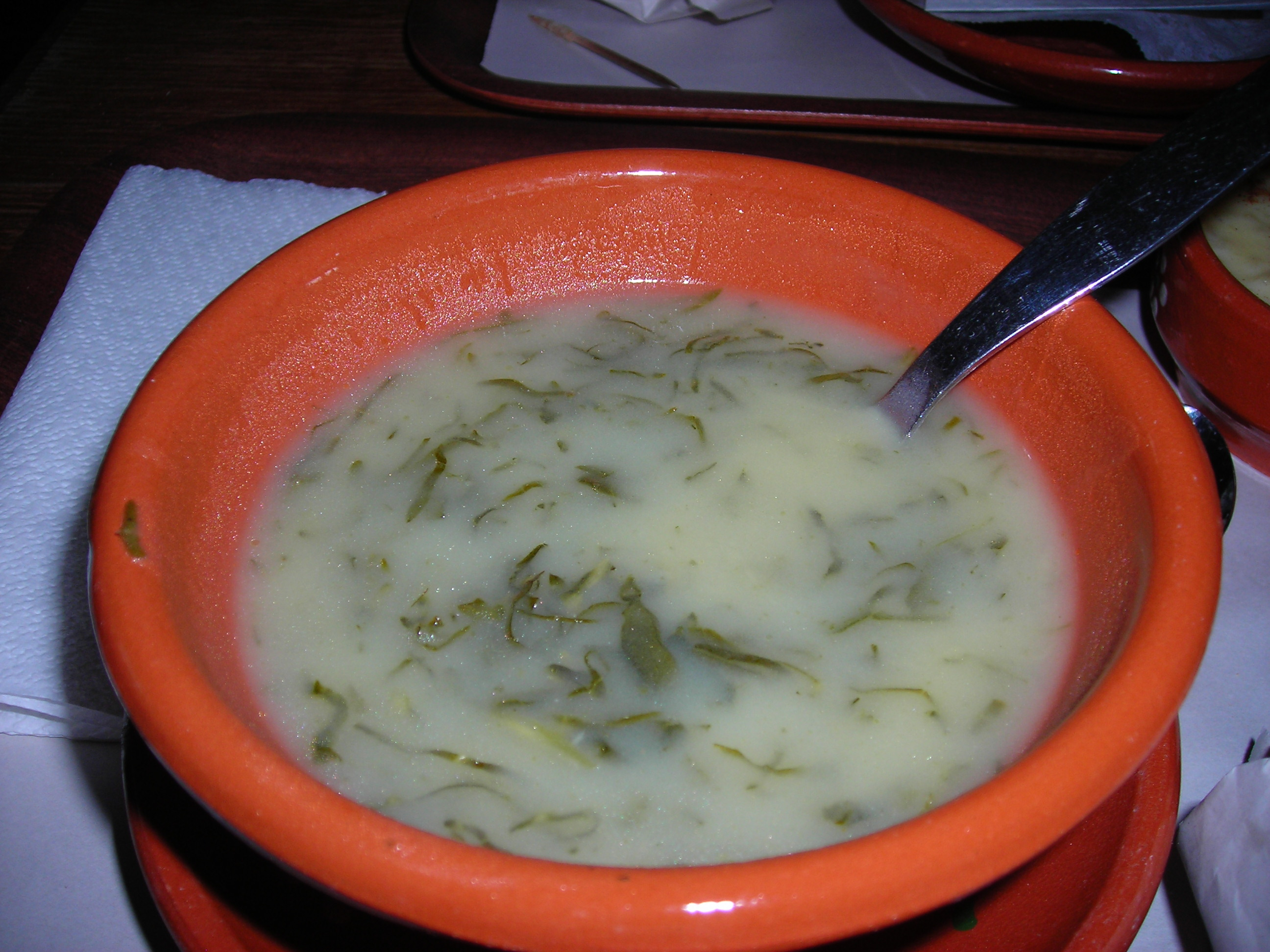
Caldo verde
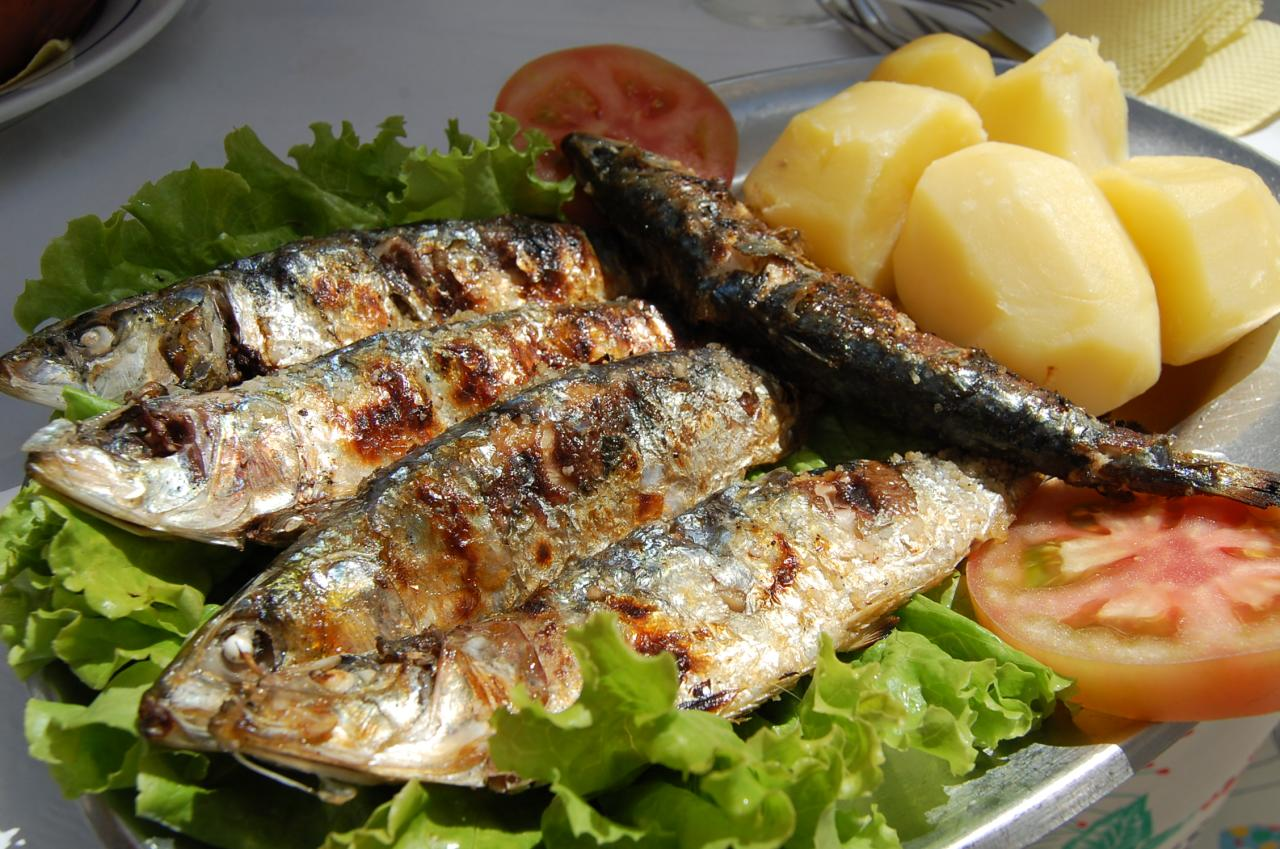
Sardinha assada
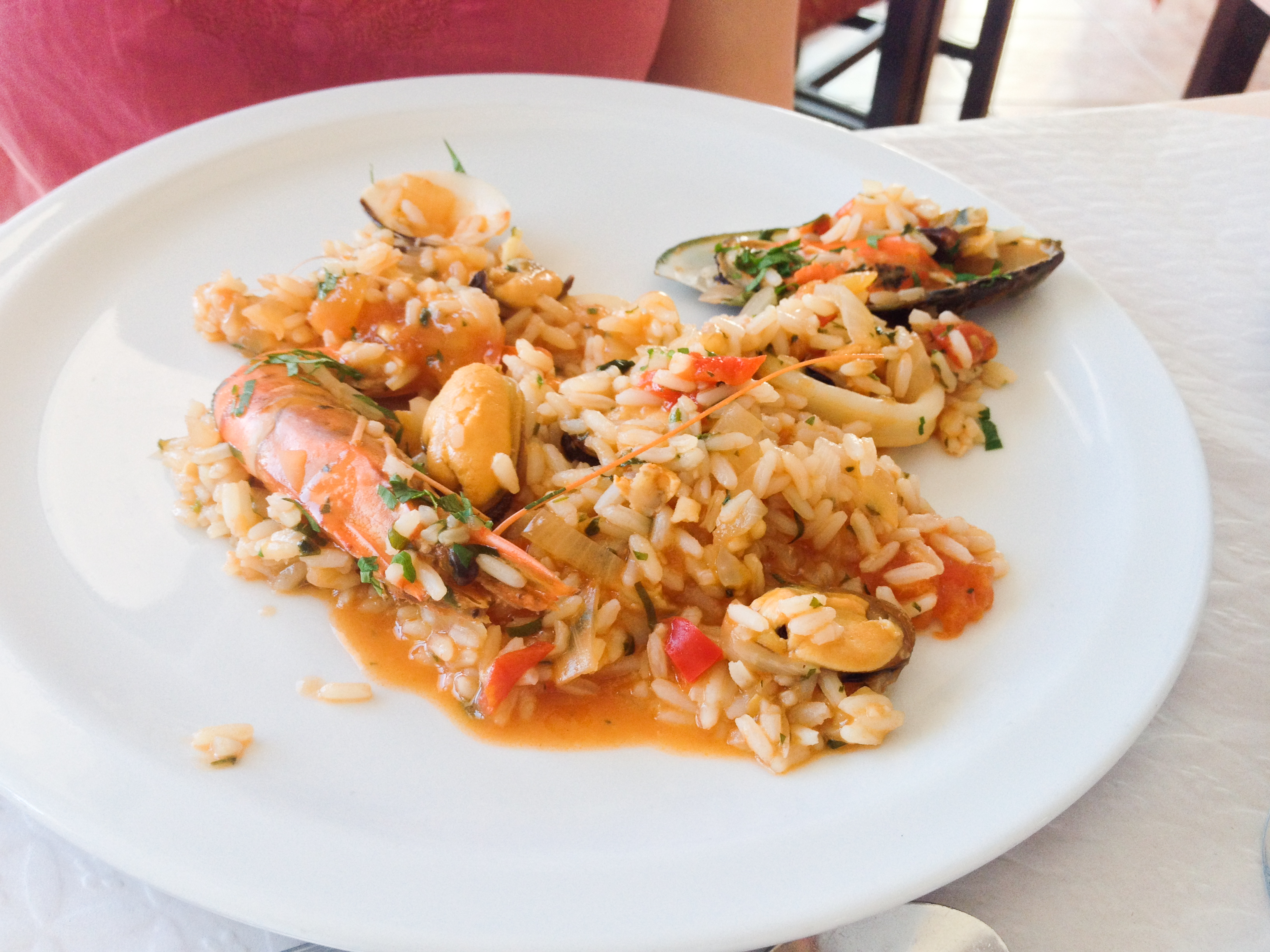
Arroz de marisco
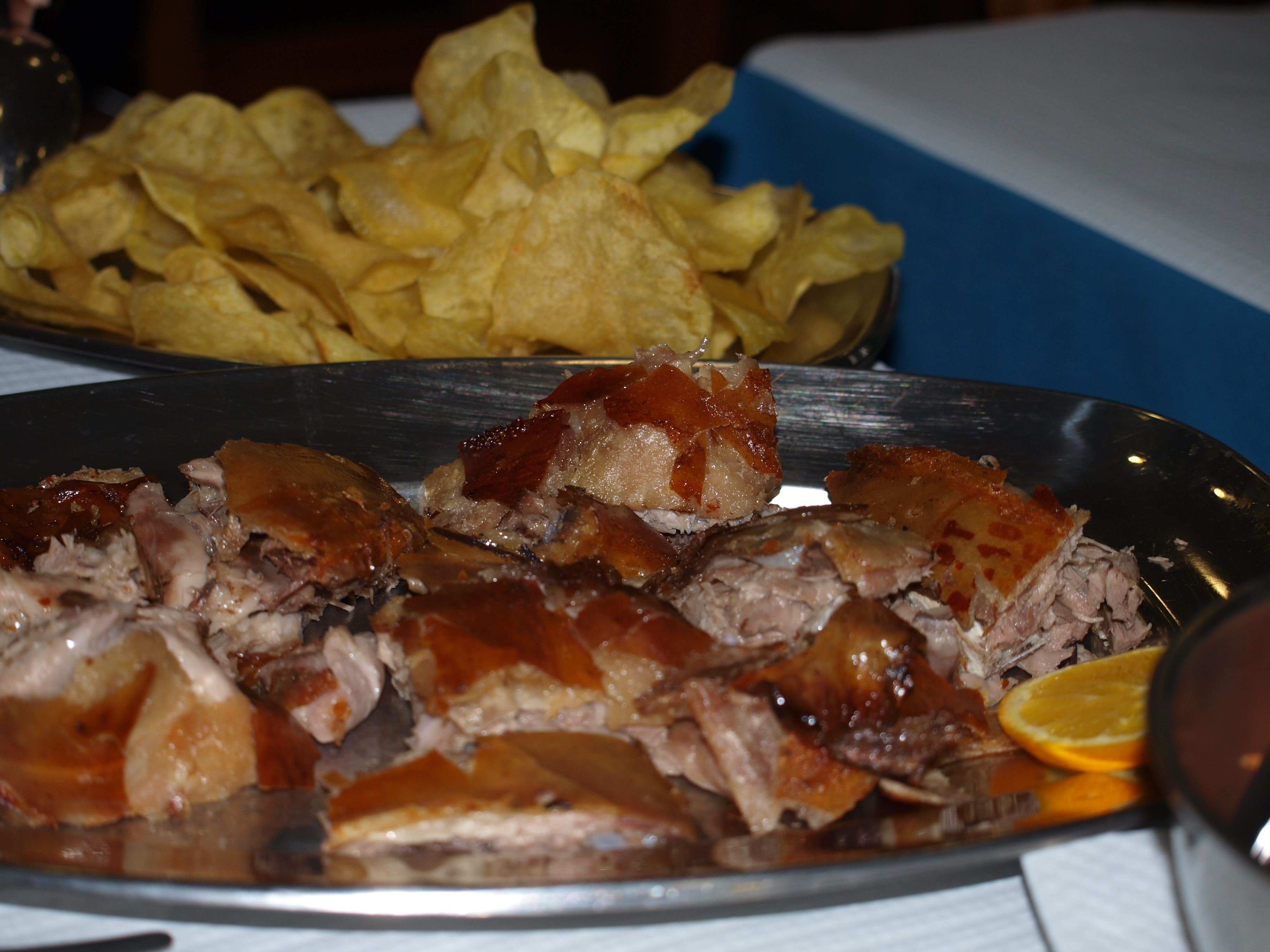
Leitão da Bairrada
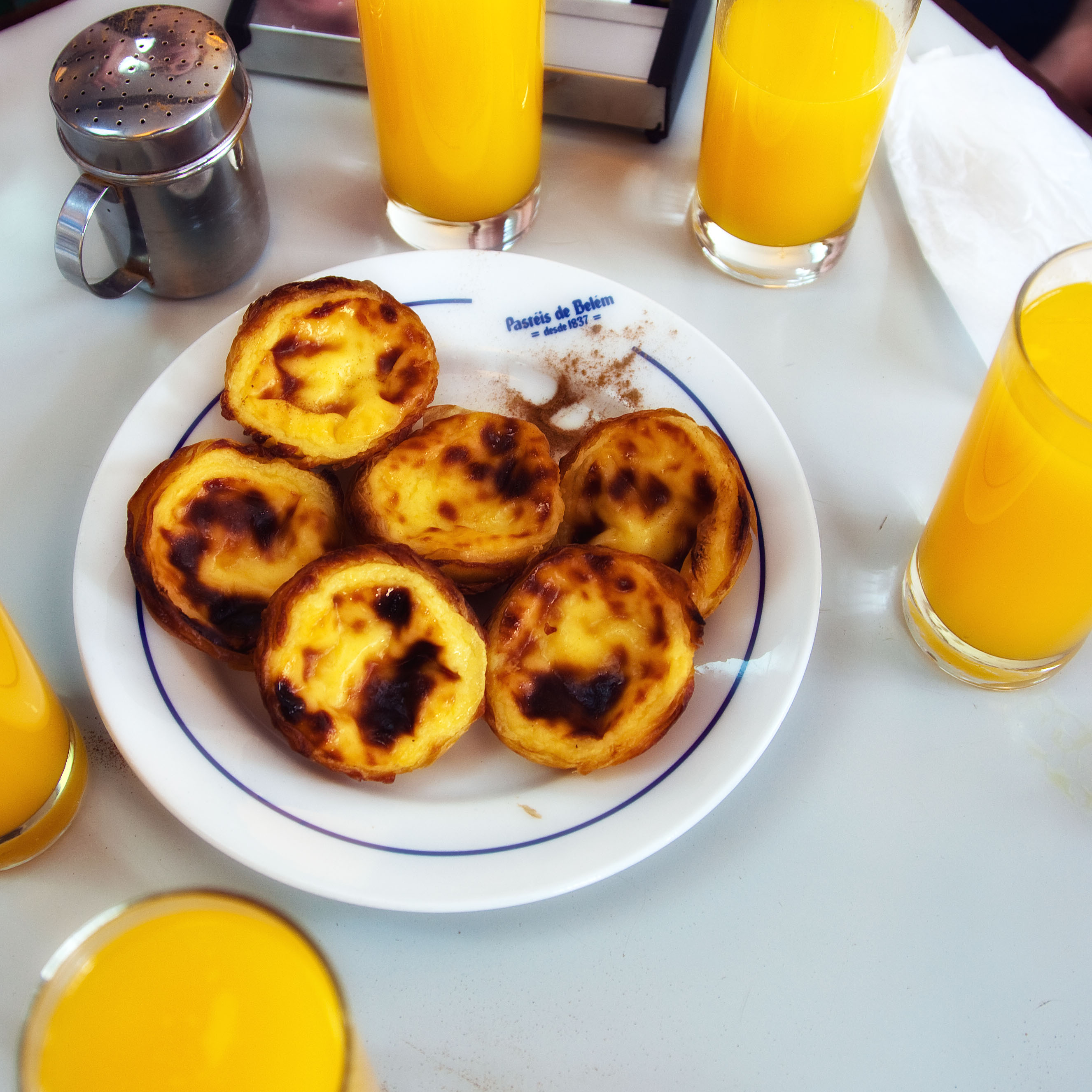
Pastel de Belém

## 7 Maravilhas - Praias de Portugal
As 7 Maravilhas continuaram a promover os grandes valores da identidade nacional com a eleição em 2012 das 7 Maravilhas – Praias de Portugal®. A escolha das mais maravilhosas praias do nosso país voltou a estar nas mãos dos portugueses, com um modelo de seleção e votação semelhante ao de edições anteriores.
A eleição das 7 Maravilhas – Praias de Portugal centrou-se em três eixos estratégicos: Ambiente, Turismo e Água. Este foi um projeto que promoveu as praias nacionais, de forma a preservar a sua beleza e unicidade. A preocupação ambiental faz já parte da missão das 7 Maravilhas®, desde a eleição em 2010 das 7 Maravilhas Naturais de Portugal.
Um dos principais motivos para a escolha de Portugal como destino turístico são as nossas praias. Com o mar, as praias, as falésias, os rios e as albufeiras, dispomos de recursos ambientais de alto valor, que proporcionam riqueza económica, através das pescas, da exploração dos recursos hídricos e do turismo.
Também a prática desportiva nas nossas águas é uma fonte de bem-estar das populações, sendo o nosso país reconhecido internacionalmente como destino de excelência para a prática de desportos como o surf, windsurf, kitesurf, etc.
Entre 6 de Maio, data em que teve início a votação pública, e 7 de Setembro de 2012 foram registados cerca de 622 mil votos.
A cerimónia de anúncio das praias vencedoras realizou-se num sábado à noite na Base Naval de Tróia, com transmissão directa na RTP1. Para tal foi construído "o maior palco de sempre construído em areia" (cerca de 3000 toneladas foram usadas) decorado com esculturas com mais de sete metros de altura..

### Praias vencedoras
- Praias Fluviais - Praia das Furnas, Odemira, Distrito de Beja
- Praias de Albufeiras e Lagoas - Praia do Albufeira do Azibo, Macedo de Cavaleiros
- Praias Urbanas - Praia da Zambujeira do Mar, Odemira, Distrito de Beja
- Praias de Arribas - Praia de Odeceixe, Aljezur
- Praias de Dunas - Praia do Porto Santo
- Praias Selvagens - Lagoa do Fogo, Ilha de São Miguel
- Praias de Uso Desportivo - Praia do Guincho, Cascais

## 7 Maravilhas de Portugal - Aldeias
A abertura das candidaturas às 7 Maravilhas de Portugal - Aldeias foi anunciada em Dezembro de 2016. A cerimónia de anúncio das aldeias vencedoras realizou-se no Piódão, Arganil, na noite de 3 para 4 de Setembro de 2017.
Existiam 7 categorias e as 7 vencedoras foram apuradas pelo maior número de votos, uma por categoria, não podendo ser eleitas mais do que três aldeias por região. 
Este projeto conta com o apoio institucional 
- do Gabinete do Ministro Adjunto,
- do Ministro da Agricultura, Florestas e Desenvolvimento Rural,
- da Secretária de Estado do Turismo,
- do  Turismo de Portugal[6]
- da Unidade de Missão para a Valorização do Interior,
- do ICNF – Instituto da Conservação da Natureza e Florestas,
- do Centro Nacional de Cultura,
- da Federação Minha Terra,
- e da Associação Portugal Genial

### Aldeias vencedoras
| Categoria                   | Nome            | Localização                                                                | Imagem |
| --------------------------- | --------------- | -------------------------------------------------------------------------- | ------ |
| Aldeias Ribeirinhas         | Dornes          | Ferreira do Zêzere, Distrito de Santarém 39° 46' 13" N 8° 16' 08" O        |        |
| Aldeias Rurais              | Sistelo         | Arcos de Valdevez, Distrito de Viana do Castelo 41° 58' 24" N 8° 22' 29" O |        |
| Aldeias de Mar              | Fajã dos Cubres | Calheta, Região Autónoma dos Açores 38° 38' 27" N 27° 58' 3" O             |        |
| Aldeias Remotas             | Piódão          | Arganil, Distrito de Coimbra 40° 13' 46" N 7° 49' 30" O                    |        |
| Aldeias Autênticas          | Castelo Rodrigo | Figueira de Castelo Rodrigo, Distrito da Guarda 40° 52' 32" N 6° 57' 50" O |        |
| Aldeias Monumento           | Monsaraz        | Reguengos de Monsaraz, Distrito de Évora 38° 26' 38" N 7° 22' 51" O        |        |
| Aldeias em Áreas Protegidas | Rio de Onor     | Bragança, Distrito de Bragança 41° 56' 25" N 6° 36' 59" O                  |        |

### Restantes finalistas

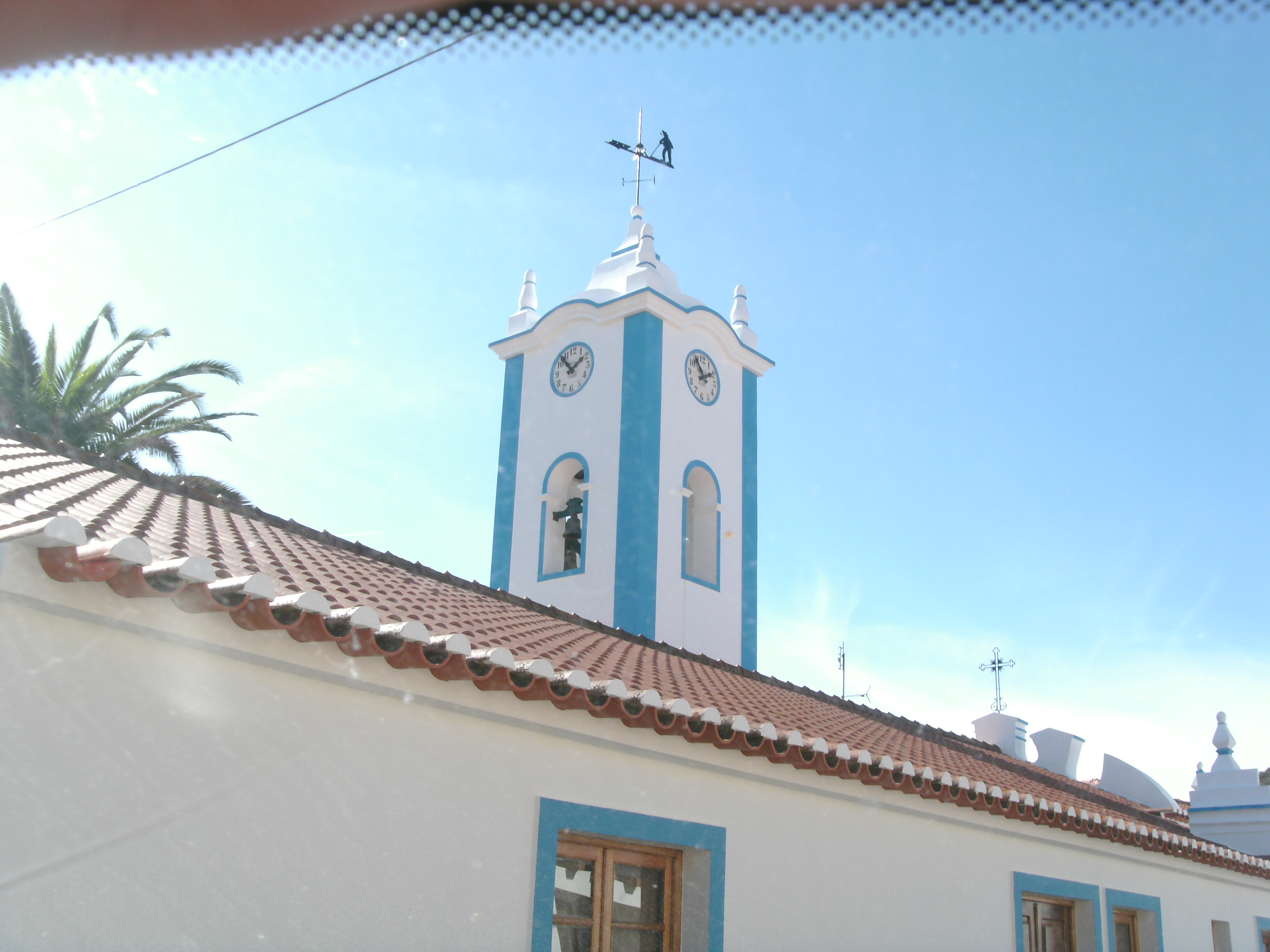
Santa Clara-a-Velha
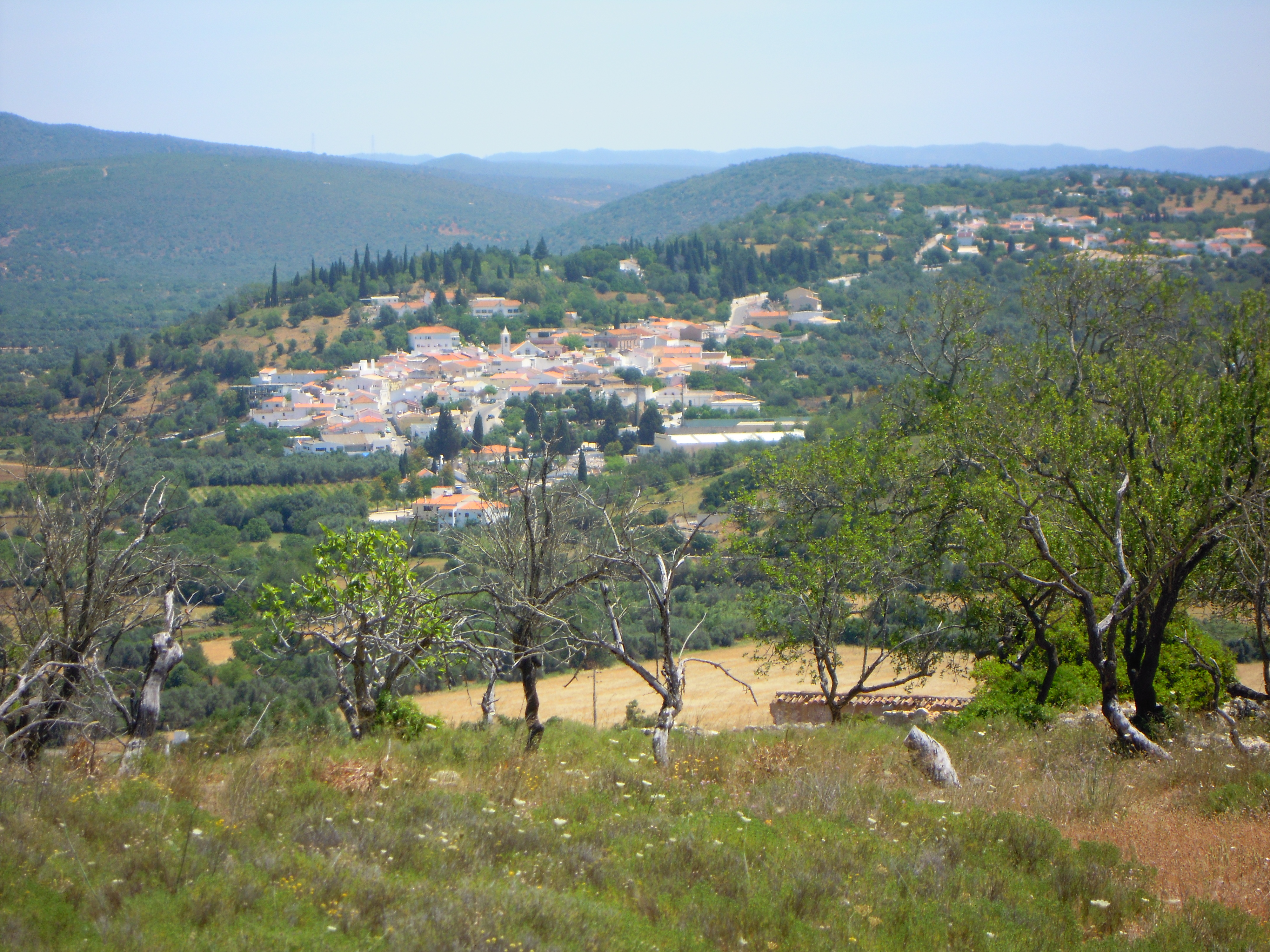
Paderne
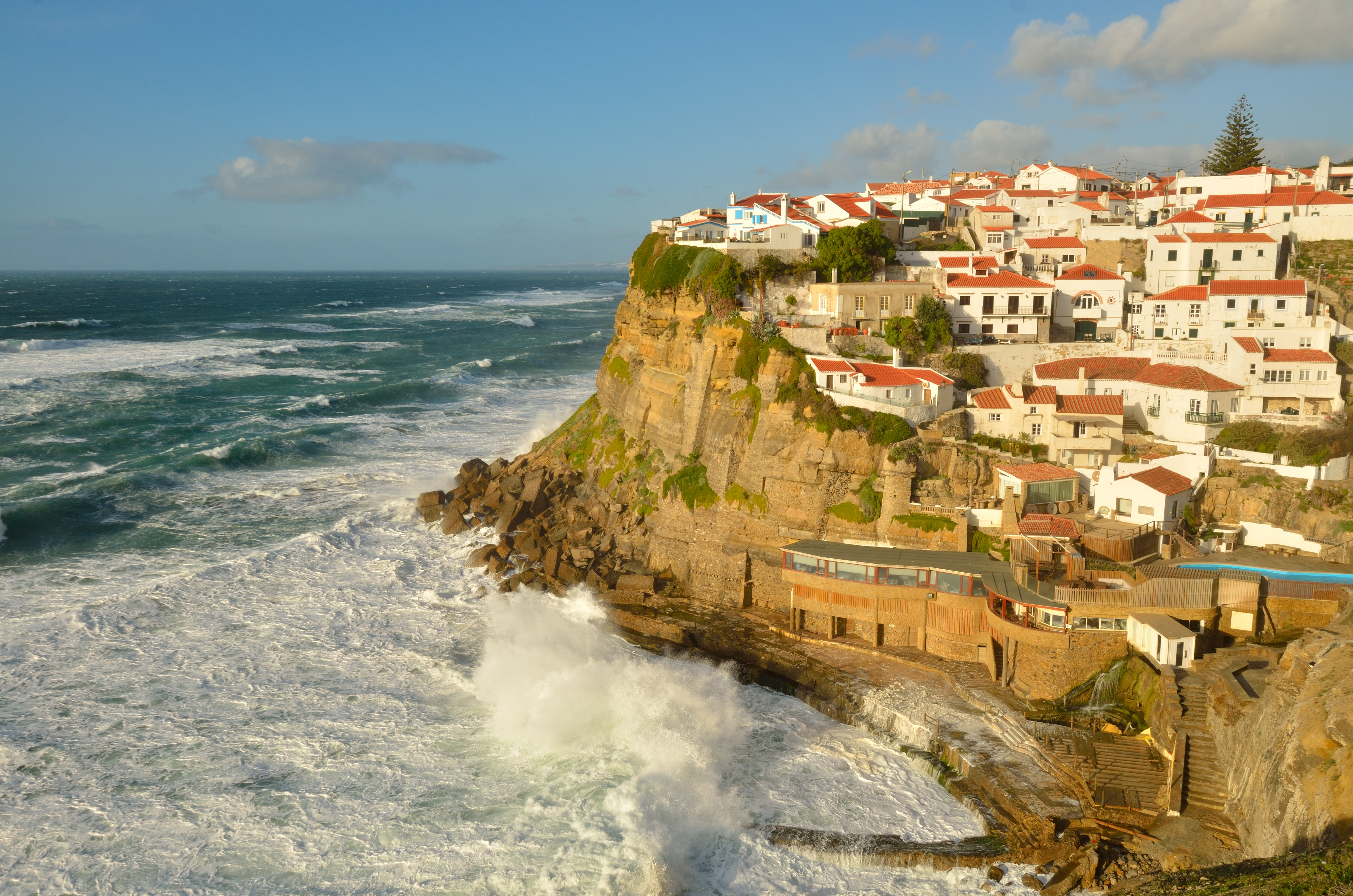
Azenhas do Mar
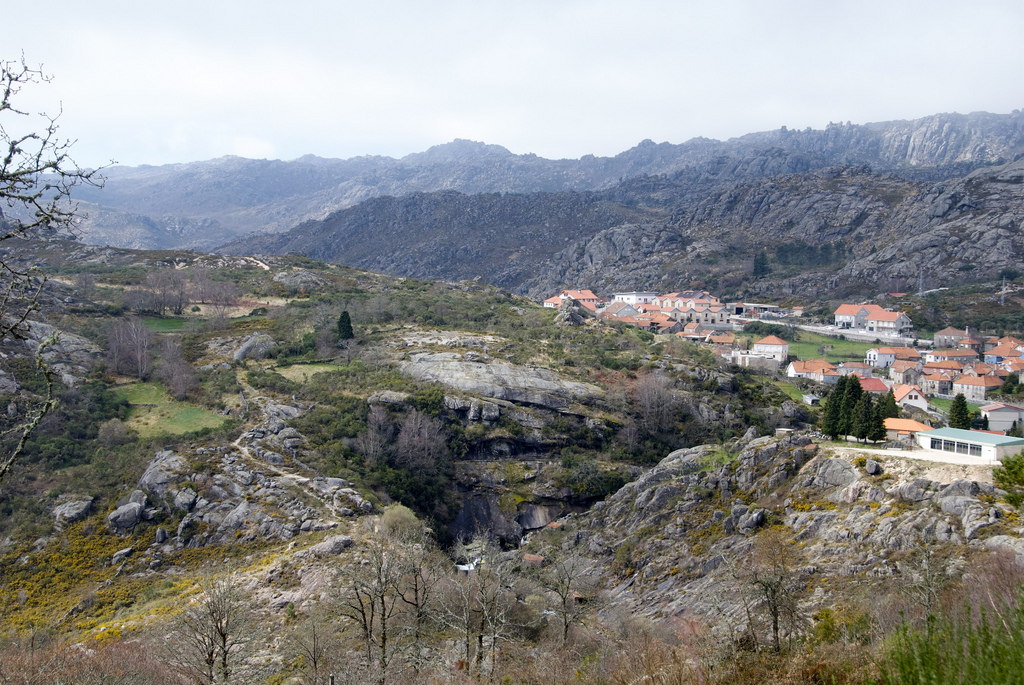
Castro Laboreiro
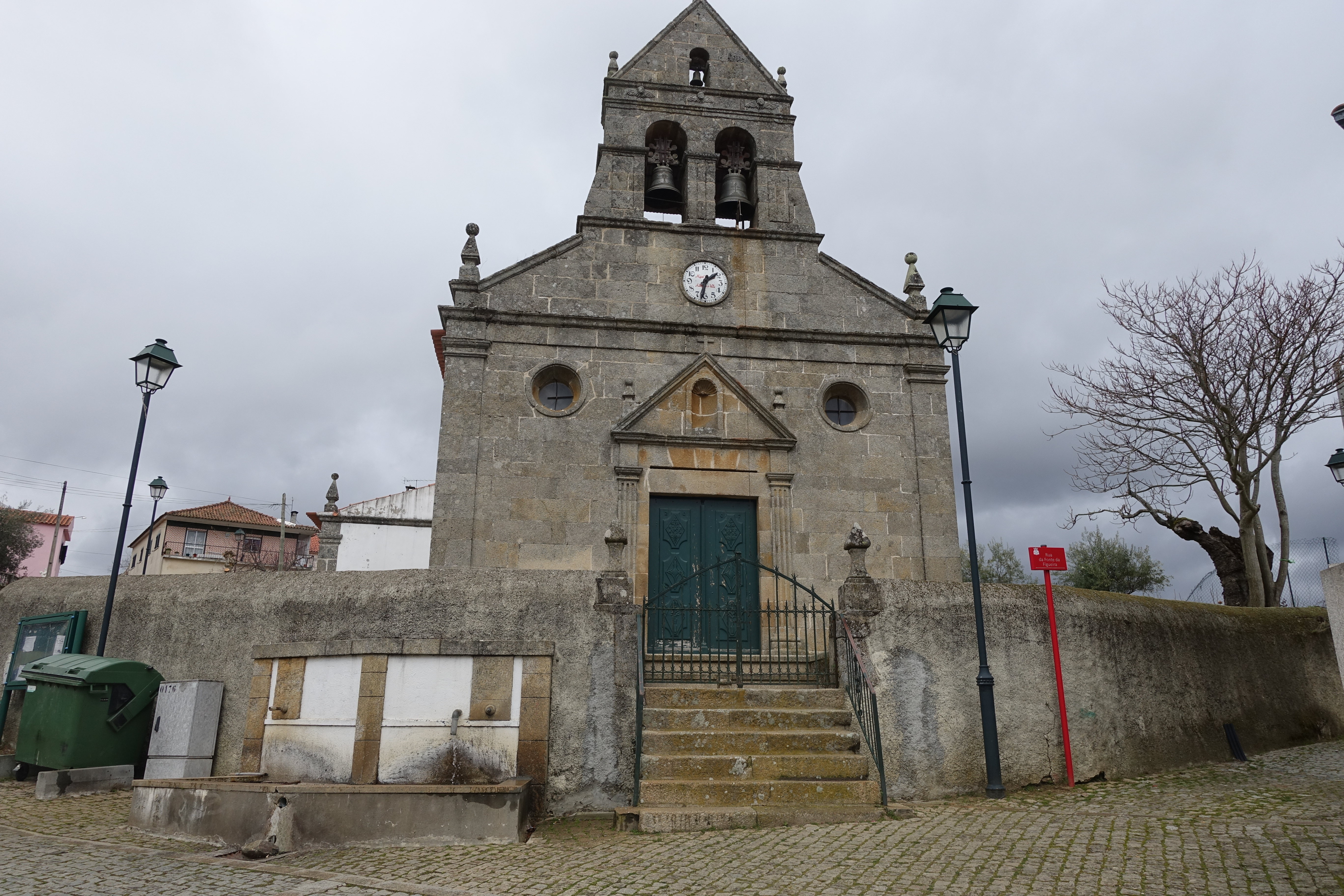
Podence
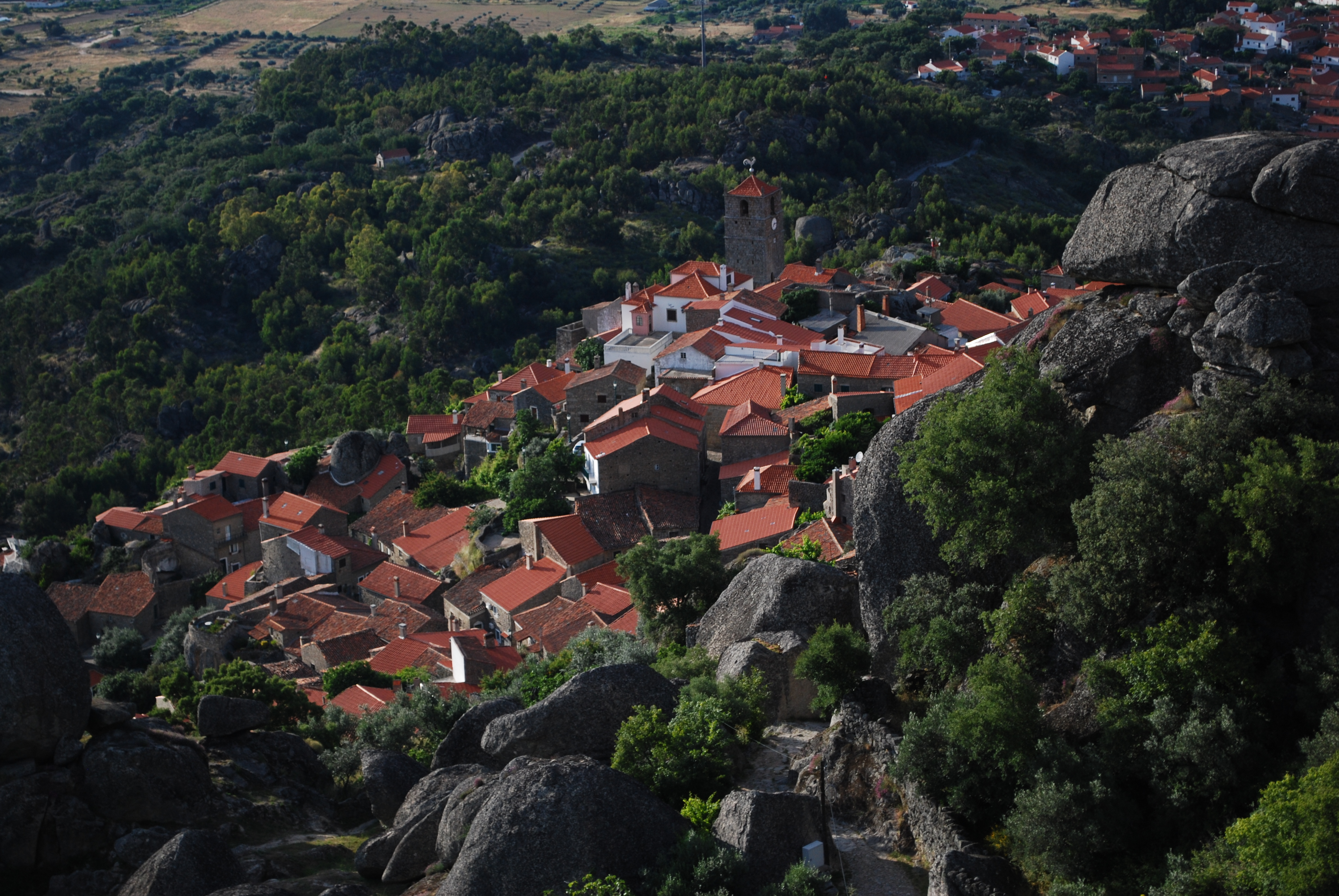
Monsanto
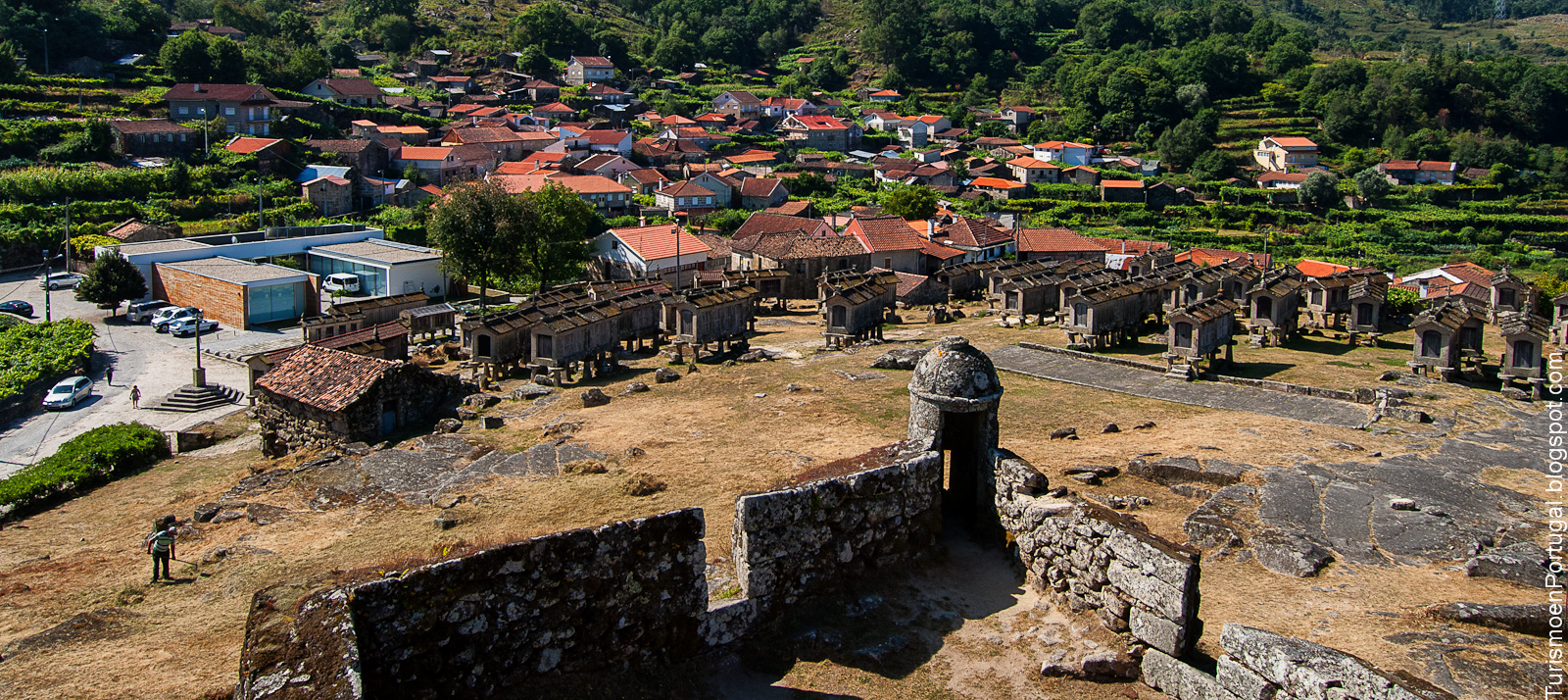
Lindoso

7 Maravilhas Doces de Portugal

A berturas das candidaturas 7 maravilhas de portugal - Doces  foi anunciada em 7 de Novembro 2018. a cerimónia de anuncio dos doces vencedores realizou-se em Montemor-o-Velho na noite de 7 para 8 de Setembro 2019.
O projeto de comunicação 7 Maravilhas Doces de Portugal®, teve como principal objeto o envolvimento dos Portugueses na eleição e identificação da melhor doçaria de Portugal.
Esta eleição permitiu valorizar e destacar não só a pastelaria nacional, como as profissões a ela associada.
Por isso, desenvolvemos um concurso paralelo e desafiámos os candidatos à profissão de pasteleiro a criar um doce, com 7 camadas e com os 7 sabores mais representativos do nosso país, de forma a estimular a criatividade e o gosto dos jovens cozinheiros/pasteleiros por esta área, cada vez mais criativa e desafiante em Portugal.
Foram centenas de doces que se candidataram às 7 Maravilhas e que viram na candidatura, uma oportunidade de serem colocados no mapa.
A nossa doçaria é riquíssima e esta eleição comprovou isso, com os dois pilares do projeto bem representados, tanto na tradição como na inovação.
A televisão pública associou-se mais uma vez ao projeto das 7 Maravilhas, o que permitiu revelar em antena elementos diferenciados da nossa identidade nacional, sobretudo relacionados com o património da doçaria portuguesa, uma área onde tradição rima com inovação.
De norte a sul, Madeira e Açores incluídos, distrito a distrito, as equipas da RTP foram procurar a origem e a história dos doces mais emblemáticos do país, recriações de velhas receitas de outros tempos, trabalhados por mãos sábias ao longo de séculos; novas propostas que juntam a criatividade dos milhares de profissionais de pastelaria à diversidade de produtos endógenos locais, dois fatores que garantem a riqueza e a diversidade da doçaria nacional.
A grande aposta deste ano foi a Inovação à base de produtos endógenos, incentivando ao empreendedorismo local. A tradição, a importância económica, social e cultural dos doces foram também critérios preponderantes.
A votação, auditada pela PwC, teve várias fases e eliminatórias que decorreram entre 2 de julho e 7 de setembro de 2019, registou mais de 1 milhão de votos e foram eleitas como 7 Maravilhas Doces de Portugal 
1. Amêndoa Coberta de Moncorvo IGP – BRAGANÇA
2. Bolinhol de Vizela – BRAGA
3. Charutos dos Arcos – VIANA DO CASTELO
4. Crista de Galo – VILA REAL
5. Folar de Olhão – FARO
6. Mel Biológico do Parque Natural de Montesinho – BRAGANÇA
7. Roscas de Monção – VIANA DO CASTELO